# Armoriale delle famiglie italiane (Baa-Baq)
Questo è l'armoriale delle famiglie italiane il cui cognome inizia con le lettere che vanno da Baa a Baq.

## Armi

### Bab
| Stemma | Casato e blasonatura |
| ------ | --- |
|        | Babbi (Cesena) (la blasonatura non è stata ancora caricata) (citato in BLCW) Immagine in Blasone Cesenate. |
|        | Babich (Dalmazia, Croazia, Bosnia) (la blasonatura non è stata ancora caricata) (citato in UNFE) Immagine nella Biblioteca Estense Universitaria (id. 2425). |
|        | Babilonii (Soria, Venezia) (la blasonatura non è stata ancora caricata) (citato in UNFE) Immagine nella Biblioteca Estense Universitaria (id. 5690). |
|        | Babilonio (Veneto) (di rosso,a tre bande d'oro, al quartier franco d'argento caricato di una testa di moro racchiusa in un anello di verde trifogliato di quattro pezzi) (citato in STBV) (immagine dello Stemmario reale di Baviera.) alias (bandato d'oro e di rosso di dieci pezzi, al quartier franco d'argento caricato di una testa di moro) (citato in STBV) (immagine dello Stemmario reale di Baviera.) alias (di rosso, a sei cotisse in banda d'argento, al quartier franco d'oro caricato di una lettera B maiuscola di nero) (citato in STBV) (immagine dello Stemmario reale di Baviera.) alias (bandato di rosso e d'oro, al quartier franco d'argento caricato di una testa di moro racchiusa in un anello di verde trifogliato di quattro pezzi) (citato in STBV) (immagine dello Stemmario reale di Baviera.) |
|        | Babilonio (Soria, Venezia) (la blasonatura non è stata ancora caricata) (citato in UNFE) Immagine nella Biblioteca Estense Universitaria (id. 7146). |
|        | Babo a Burdesiera (Francia) (la blasonatura non è stata ancora caricata) (citato in UNFE) Immagine nella Biblioteca Estense Universitaria (id. 5418). |

### Bac
| Stemma | Casato e blasonatura |
| ------ | --- |
|        | Bacallar (Sardegna) di verde al merluzzo (bacallar) al naturale attraversante il mare d'azzurro (citato in NBSD) |
|        | Baccaioli (Pistoia) D'azzurro, a due torri d'argento chiuse di nero, ordinate l'una accanto all'altra (citato in ASFI) |
|        | Baccani (San Quirico) D'azzurro, alla pianta di vite fruttifera d'oro, nodrita su un monte di tre cime dello stesso, e sinistrata da un cane d'argento rampante al tronco (citato in ASFI) (Immagine nella Raccolta stemmi Trippini (JPG).) |
|        | Baccarini spaccato di azzurro e di argento alla fascia d'oro sulla spaccatura accompagnata in capo da un giglio d'oro ed in punta da un albero al naturale sradicato (citato in SPRE – Vol. I pag. 463) |
|        | Baccarini (Fano) partito: nel 1º: spaccato di azzurro e di argento alla fascia d'oro sulla spaccatura accompagnata in capo da un giglio d'oro ed in punta da un albero al naturale sradicato (Baccarini); nel 2º spaccato di verde e di rosso alla fascia di argento sulla spaccatura, accompagnata in capo da un monte di sei cime d'oro, ed in punta da due leoni rampanti e affrontati d'oro (De Grandis) (citato in SPRE – Vol. I pag. 463) fascia di oro su troncato di azzurro e di argento - giglio di oro su azzurro - albero sradicato al naturale su argento - fascia di argento su troncato di verde e di rosso - monte a 6 cime di oro uscente dalla fascia su verde - 2 leoni controrampanti di oro su rosso (citato in LEOM) |
|        | Baccelli (Roma) troncato: nel 1º d'azzurro a due leoni affrontati di oro tenenti insieme colle branche anteriori una stella dello stesso; nel 2º di rosso a due mazze d'armi di argento passate in croce di S. Andrea accantonate da 4 pere fustate e fogliate dello stesso (citato in SPRE – Vol. I pag. 464) 2 leoni controrampanti di oro tenenti tra le anteriori stella (6 raggi) dello stesso su azzurro - 2 mazze d'arme di argento incrociate accantonate da - 4 pere fogliate e fustate dello stesso su rosso (citato in LEOM) Cimiero: un dragone alato di nero, coronato d'oro |
|        | Baccelli (Firenze) D'azzurro, a due mazze d'arme decussate d'oro, accantonate da quattro pere dello stesso, fogliate di due pezzi di verde (citato in ASFI) |
|        | Baccelli (Roma) 2 mazze ferrate di oro incrociate accantonate da luna montante in alto e 3 pere dello stesso fogliate di verde su azzurro (citato in LEOM) |
|        | Baccelli d'azzurro, a due mazze d'arme decussate d'oro, con lacci di rosso, accantonate da quattro pere fogliate di due pezzi pure d'oro (DE) In Blau 2 gekreuzte, rot bebandete goldene Streitkolben, bewinkelt von 4 goldenen Birnen (citato in KHIF) |
|        | Baccellieri (Pistoia) Troncato: nel 1º d'argento, al cane passante di rosso; nel 2º losangato d'azzurro e di rosso alias Losangato d'azzurro e di rosso, con il capo d'argento caricato di un cane passante di rosso, collarinato d'argento (citato in ASFI) |
|        | Baccellini (Pistoia) D'argento, al rametto di verde, fogliato e fruttato di tre baccelli dello stesso, eretti l'uno accanto all'altro (citato in ASFI) |
|        | Bacchelli (Modena, Ferrara) (la blasonatura non è stata ancora caricata) (citato in UNFE) Immagine nella Biblioteca Estense Universitaria (id. 618). |
|        | Bacchelli (Modena) (la blasonatura non è stata ancora caricata) (citato in UNFE) Immagine nella Biblioteca Estense Universitaria (id. 1435). |
|        | Bacchera d'oro, a due bande d'azzurro, bordate d'argento nella parte inferiore (DE) In Gold 2 silbern unterstützte blaue Schrägbalken (citato in KHIF) |
|        | Baccherelli (Firenze) Troncato di rosso e d'argento, il primo caricato dello scudetto rotondo del Popolo fiorentino (citato in ASFI) (DE) Rot-silber geteilt, oben 1 silberne Scheibe, belegt mit 1 roten Kreuz (citato in KHIF) |
|        | Bacchi (Modena, Ferrara) (la blasonatura non è stata ancora caricata) (citato in UNFE) Immagine nella Biblioteca Estense Universitaria (id. 632). |
|        | Bacchi (la blasonatura non è stata ancora caricata) (citato in UNFE) Immagine nella Biblioteca Estense Universitaria (id. 3708). |
|        | Bacchi (Modena) (la blasonatura non è stata ancora caricata) (citato in UNFE) Immagine nella Biblioteca Estense Universitaria (id. 1564). |
|        | Bacchielli (la blasonatura non è stata ancora caricata) (citato in UNFE) Immagine nella Biblioteca Estense Universitaria (id. 3695). |
|        | Bacci (Roma) d'oro alla banda d'azzurro carica di tre stelle di cinque raggi del campo, sinistrata da una testa di leone d'azzurro (citato in SPRE – Vol. I pag. 464) 3 stelle (5 raggi) di oro su banda di azzurro su oro - testa di leone di profilo di azzurro in alto a destra su oro (citato in LEOM) Motto: Charitas urget |
|        | Bacci (Mirandola, Modena) troncato: nel 1º di rosso, al leone d'oro; nel 2º d'azzurro, all'aquila bicipite al naturale, coronata d'oro, movente dalla punta dello scudo (citato in SPRE – Vol. I pag. 464) leone rampante di oro su rosso - aquila bicipite al naturale coronata di oro su azzurro (citato in LEOM) (la blasonatura non è stata ancora caricata) (citato in UNFE) Immagine nella Biblioteca Estense Universitaria (id. 14). |
|        | Bacci (Castel Fiorentino) d'azzurro al monte di 6 cime d'argento sormontate da tre stelle d'oro di 8 raggi ordinate in fascia (citato in SPRE – Vol. I pag. 465) monte a 6 cime di argento su azzurro - 3 stelle (8 raggi) di oro poste in fascia in alto su azzurro (citato in LEOM) |
|        | Bacci (Fiesole, Firenze, Castelfiorentino) D'azzurro, al monte di sei cime d'argento, sormontato da tre stelle a otto punte d'oro, 1.2 (citato in ASFI) monte a 6 cime di argento su azzurro - 3 stelle (8 raggi) di oro poste 1, 2 su azzurro (citato in LEOM) (DE) In Blau 1 schwebender silberner Sechsberg, oben begleitet von 3 achtstrahligen goldenen Sternen, 1:2 gestellt (citato in KHIF) |
|        | Bacci (Arezzo) d'argento alla banda d'azzurro caricata di tre stelle d'oro di sei raggi e accompagnata nel cantone sinistro del capo da una testa di leone al naturale linguata di rosso (citato in SPRE – Vol. I pag. 465) D'argento, alla banda d'azzurro, caricata di tre stelle a sei punte d'oro, e accompagnata nel cantone sinistro del capo da una testa di leone al naturale, lampassata di rosso (citato in ASFI) 3 stelle (6 raggi) di oro su banda di azzurro su argento - testa di leone al naturale di profilo in alto a destra su argento (citato in LEOM) (Immagine nella Raccolta stemmi Trippini (JPG).) alias D'argento, alla banda d'azzurro, caricata di tre stelle a otto punte d'oro, e accompagnata nel cantone sinistro del capo da una testa di leone al naturale, lampassata di rosso (citato in ASFI) (DE) In Silber 1 blauer Schrägbalken, belegt mit 3 achtstrahligen goldenen Sternen nebeneinander, oben begleitet von 1 rotgezungten abgerissenen goldenen Löwenkopf (citato in KHIF) |
|        | Bacci (Firenze) d'azzurro al monte di sei cime sormontato da tre stelle di otto raggi ordinate in fascia, il tutto d'oro (citato in SPRE – Vol. I pag. 465) monte a 6 cime di oro su azzurro - 3 stelle (8 raggi) di oro poste in fascia in alto su azzurro (citato in LEOM) |
|        | Bacci (Pescia, Firenze) Di..., al drago di... e alla banda attraversante di... (citato in ASFI) |
|        | Bacci (Viterbo) (la blasonatura non è stata ancora caricata) |
|        | Bacci (Viterbo) (la blasonatura non è stata ancora caricata) (immagine dello Stemmario reale di Baviera.) |
|        | Bacci (Toscana) (DE) In Blau 1 rotbekleideter Linkarm mit ausgestrecktem Zeigefinger, aus dem linken Schildrand hervorkommend (citato in KHIF) |
|        | Bacci di Chianni (Volterra) D'azzurro, al monte di sei cime d'oro, cimato da un crescente montante d'argento alias D'azzurro, al monte di sei cime d'oro, cimato da un crescente montante d'oro (citato in ASFI) |
|        | Bacci Venuti (Arezzo) d'argento alla banda d'azzurro caricata di tre stelle d'oro di sei raggi e accompagnata nel cantone sinistro del capo da una testa di leone al naturale linguata di rosso (citato in SPRE – Vol. I pag. 465) |
|        | Bacciadonne o Basadonne (Ovada) Grembiato d'azzurro e d'oro; col capo d'oro, caricato di un'aquila nascente dello stesso (citato in STOV'RTGL') |
|        | Baccili (Bologna, Spongano) d'azzurro alla fascia di rosso caricata di tre bacili d'oro e bordata dallo stesso (citato in SPRE – Vol. I pag. 466) 3 bacili (vasi) di oro su fascia di rosso bordata di oro su azzurro (citato in LEOM) |
|        | Baccinetti (Ravenna, Monaco di Baviera) bandato d'azzurro e di rosso, con sei stelle (6) d'oro nell'azzurro, 1.2.3., ed il capo d'oro, caricato di un elmo d'azzurro, posto in profilo (citato in MONT – pag. 150) bandato di azzurro e di rosso - 6 stelle (5 raggi) di oro su azzurro poste 1,2,3 in banda - elmo di azzurro di profilo su oro in capo (citato in LEOM) |
|        | Baccini (Firenze) Di... a tre ramoscelli di..., piantati sulle tre cime superiori di un monte di sei cime di... (citato in ASFI) |
|        | Baccioni (Firenze) D'argento, alla fascia d'azzurro, accompagnata da quattro rose di rosso, tre in capo ordinate in fascia e una in punta alias D'argento, alla fascia d'azzurro, accompagnata da quattro rose di rosso, tre in capo ordinate 1.2 e una in punta (citato in ASFI) (DE) In Silber 1 blauer Balken, begleitet oben von 3 roten Rosen, 1:2 gestellt, und unten von 1 roten Rose (citato in KHIF) |
|        | Baccioni del Lion Bianco (Firenze) Troncato: nel 1º d'argento, a due rami di rosaio al naturale fioriti di un pezzo di rosso; nel 2º di rosso, a un ramo di rosaio pure al naturale, fiorito di un pezzo d'argento; con la fascia diminuita d'azzurro, passata sulla troncatura (citato in ASFI) |
|        | Bacco (Napoletano) (la blasonatura non è stata ancora caricata) (inquartato d'oro e d'azzurro) (citato in NBNA) |
|        | Bacherelli (Firenze) D'azzurro, alla fascia di losanghe accollate d'oro (DE) In Blau 1 goldener Rautenbalken (citato in KHIF) alias Di nero, alla fascia di losanghe accollate d'oro (citato in ASFI) |
|        | Bacherelli (Firenze) D'argento, all'albero di pino al naturale, nodrito su un monte di tre cime d'oro e accostato da due stelle a otto punte dello stesso, sinistrato da un animale (scoiattolo) al naturale, rampante al suo tronco (citato in ASFI) |
|        | Bacherelli (Toscana) (DE) Silber-rot geteilt, oben 1 goldbordierte silberne Scheibe, belegt mit 1 roten Kreuz (citato in KHIF) |
|        | Bacherelli (Toscana) (DE) In Blau 1 silberner Rautenbalken (citato in KHIF) |
|        | Bacherelli o Becherelli (Toscana) (DE) In Silber 1 blauer Schrägbalken, senkrecht zur Figur belegt mit 1 goldenen Sechsberg (citato in KHIF) |
|        | Bacherelli o Becherelli (Toscana) (DE) In Rot 3 goldene Balken (citato in KHIF) |
|        | Bacherelli delle Ruote (Toscana) (DE) In Schwarz 1 goldener Rautenschrägbalken (citato in KHIF) |
|        | Bachetoni (Roma) (blasonatura assente) (citato in SPRE – Vol. I pag. 466) |
|        | Bachetoni (Roma) avambraccio destro vestito di rosso in palo tenente una bacchetta in palo uscente da monte a 3 cime di oro uscente dalla punta su azzurro - 2 stelle (8 raggi) di oro sole radiante dello stesso su azzurro (citato in LEOM) |
|        | Bachich (Dalmazia, Croazia, Bosnia) (la blasonatura non è stata ancora caricata) (citato in UNFE) Immagine nella Biblioteca Estense Universitaria (id. 2423). |
|        | Bachini (Firenze) D'oro, a sei palle d'azzurro, 3.2.1 (citato in ASFI) (DE) In Gold 6 blaue Scheiben, 3:2:1 gestellt (citato in KHIF) |
|        | Bachini (Modena, Ferrara) (la blasonatura non è stata ancora caricata) (citato in UNFE) Immagine nella Biblioteca Estense Universitaria (id. 683). |
|        | Bachini (Modena, Ferrara) (la blasonatura non è stata ancora caricata) (citato in UNFE) Immagine nella Biblioteca Estense Universitaria (id. 682). |
|        | Bachini (Modena, Ferrara) (la blasonatura non è stata ancora caricata) (citato in UNFE) Immagine nella Biblioteca Estense Universitaria (id. 681). |
|        | Bachini (la blasonatura non è stata ancora caricata) (citato in UNFE) Immagine nella Biblioteca Estense Universitaria (id. 3736). |
|        | Bachini (la blasonatura non è stata ancora caricata) (citato in UNFE) Immagine nella Biblioteca Estense Universitaria (id. 3735). |
|        | Bachini (la blasonatura non è stata ancora caricata) (citato in UNFE) Immagine nella Biblioteca Estense Universitaria (id. 3734). |
|        | Bachini (Modena) (la blasonatura non è stata ancora caricata) (citato in UNFE) Immagine nella Biblioteca Estense Universitaria (id. 1590). |
|        | Bachinus (Toscana) (DE) In Blau 2 gekreuzte grün gestielte und beblätterte goldene Pflanzen (citato in KHIF) |
|        | Baci (Firenze) D'azzurro, al destrocherio di carnagione vestito di rosso, impugnante due rami di palma decussati d'oro, e sormontato da una crocetta di rosso (citato in ASFI) |
|        | Bacialli (Perugia) (la blasonatura non è stata ancora caricata) (citato in UNFE) Immagine nella Biblioteca Estense Universitaria (id. 7310). |
|        | Bacile (Lecce, Spongano) Titoli: Nobile di Castiglione, Barone di Castiglione di azzurro alla fascia di rosso bordata di oro e caricata da tre bacili del medesimo (citato in SPRE – Vol. I pag. 466 e in PRTS) |
|        | Bacilotto o Bachelod (Nizzardo) Titolo: baroni di Maria e della Costa di Oneglia D'azzurro, allo scaglione d'argento, caricato di tre speronelle di nero, accompagnato in capo da due stelle d'oro, in punta da una mezzaluna d'argento, montante (citato in SUBL) |
|        | Bacinetti (Cesena) (la blasonatura non è stata ancora caricata) (citato in BLCW) Immagine in Blasone Cesenate. |
|        | Bacio Terracina o Bacio Terracina Coscia (Benevento, Napoli, Roma) Titolo: patrizio di Benevento partito: nel primo d'azzurro al leone d'argento al capo d'oro, caricato di un giglio di rosso accostato da due rocchi dello stesso (Bacio Terracina); nel secondo troncato di rosso alla gamba d'oro e d'argento a tre sbarre di verde, alla filiera spinata d'oro (Coscia) (citato in PRTS) |
|        | Bacio Terracina Coscia (Benevento, Napoli, Roma) leone rampante di argento su azzurro - giglio affiancato da - 2 rocchi di scacchiere di rosso su oro in capo - gamba di oro su rosso - 3 sbarre di verde su argento - bordura dentata di argento nella seconda partizione (citato in LEOM) |
|        | Baciocchi (Firenze) d'oro ad una fiamma al naturale ondeggiante in palo sostenente un pino di verde fruttato d'oro (citato in SPRE – Vol. I pag. 466) fiamma di rosso sostenente un albero di pino di verde fruttato di oro di 3 pezzi su oro (citato in LEOM) D'oro, all'albero di pino di verde, fruttifero di tre pezzi d'oro, nodrito su una fiamma di rosso (citato in ASFI) |
|        | Baciocchi (Alessandria) Titolo: baroni di Montalè e Celli D'oro, al pino al naturale, uscente da fiamme di rosso, moventi dalla punta dello scudo (DE) In Gold 1 aus 1 aus dem unteren Schildrand hervorkommenden roten Feuer hervorwachsende naturfarbene Pinie mit roten Früchten (citato in KHIF) alias D'oro, al pino di verde fruttato del campo nutrito in un braciere di rosso, ardente (citato in SUBL) |

### Bad
| Stemma | Casato e blasonatura |
| ------ | --- |
|        | Badaggi (Milano) d'oro, alla testa di cinghiale di nero, museruolata e difesa d'argento (citato in GUCA – pag. 140 e in DAlena) |
|        | Badalucco (Sicilia) di . . . . . al cane rampante di . . . . . contro un albero di palma sormontato da due stelle d'otto raggi di . . . (citato in Mango) |
|        | Badat (Nizza) Titolo: conti di Entraunes, Ilonza e Rorà, Malaussena; signori di Cainea e Roubion, Castelnuovo d'Entraunes, Contes, Mérindol, Pierlas, St. Sauveur, Villafranca di Nizza, Villanova d'Entraunes; consignori di Castelnuovo, Eza Di rosso, alla stella a 16 punte, d'oro (citato in SUBL)                                                                                           |
|        | Badelli (Asolo) (la blasonatura non è stata ancora caricata) (citato in DAlena) |
|        | Badelli (la blasonatura non è stata ancora caricata) (citato in UNFE) Immagine nella Biblioteca Estense Universitaria (id. x3713xx). |
|        | Badia (Firenze) Partito d'azzurro e d'argento, a tre gigli 1.2, il primo attraversante dell'uno all'altro, gli altri due dell'uno nell'altro (citato in ASFI) |
|        | Badia (Cesena) (la blasonatura non è stata ancora caricata) (citato in BLCW) Immagine in Blasone Cesenate. |
|        | Badia (Modena, Ferrara) (la blasonatura non è stata ancora caricata) (citato in UNFE) Immagine nella Biblioteca Estense Universitaria (id. 605 e id. 569). |
|        | Badii (Cortona) D'azzurro, alla staffa d'oro, legata dello stesso (citato in ASFI) |
|        | Badii (Firenze) D'azzurro, al monte di sei cime d'argento sostenuto dalla campagna di rosso, caricata di un crescente montante d'argento, e accostato a destra da un cane rivolto d'oro ascendente il monte, e a sinistra da una stella a otto punte dello stesso; il tutto abbassato sotto il capo cucito d'Angiò (citato in ASFI)                                                               |
|        | Badii (Modena) (la blasonatura non è stata ancora caricata) (citato in UNFE) Immagine nella Biblioteca Estense Universitaria (id. 1422). |
|        | Badini (Roma) Titoli: Nobile, Conte di Bellasio e di Rovereto di Corte d'azzurro a tre fasce a spina di pesce, col palo attraversante, il tutto d'oro (citato in SPRE – Vol. I pag. 467) palo di oro su 3 fasce increspate dello stesso su azzurro (citato in LEOM) Cimiero: il drago alato che tiene in bocca un anello                                                                          |
|        | Badini o Badino (Mondovì) D'azzurro, allo scaglione troncato d'oro e d'argento, accompagnato da tre stelle d'oro alias D'azzurro, a due scaglioni, quello superiore d'oro, quello inferiore d'argento, accompagnati da tre stelle d'oro Motto: Bonne aventure du ciel (citato in SUBL) |
|        | Badini e Badini Confalonieri (Masserano) Di rosso, a tre gigli d'oro, male ordinati, in capo, accompagnati in punta da tre palle d'argento, male ordinate alias Partito, al 1° d'azzurro, al leone d'argento, impugnante una bandiera a fiamma dello stesso (Confalonieri di Masserano), al 2° di Badini Motto: Ostendo sed non ostento (citato in SUBL)                                          |
|        | Bado (Genova) di azzurro al leone d'oro (citato in SPRE – Vol. I pag. 467) leone rampante di oro su azzurro (citato in LEOM) |
|        | Bado (Sicilia) spaccato d'azzurro e di rosso con la fascia in divisa d'oro attraversante; nel 1° a tre fasce ondate d'argento; nel 2° ad una rosa del medesimo (citato in Mango) |
|        | Bado (Messina) diviso: nel 1° di azzurro col mare nella punta; nel 2° del primo con una fascia cucita di rosso, ed una sbarra d'oro soprastante del tutto (citato in NBSC) Notizie storiche in Famiglie nobili di Sicilia. |
|        | Badoer (Padova, Genova) Titoli: N. U. N. D., Patrizio veneto d'argento all'aquila di nero, bicipite, carica in petto di uno scudetto bandato di rosso e d'argento, carico di un leone d'oro (citato in SPRE – Vol. I pag. 468) leone rampante di oro su scudetto ovale bandato di rosso e di argento su - aquila bicipite di nero su argento (citato in LEOM)                                     |
|        | Badoer (Venezia) (bandato di rosso e d'argento, al leone d'oro attraversante) (citato in UNFE) Immagine nella Biblioteca Estense Universitaria (id. 4490). |
|        | Badoeri (Veneto) (d'oro, a due fasce d'azzurro, al leone d'argento attraversante) (citato in STBV) (immagine dello Stemmario reale di Baviera.) alias (bandato di rosso e d'argento, al leone d'oro attraversante) (citato in STBV) (immagine dello Stemmario reale di Baviera.) |
|        | Badoeri (Pavia, Venezia) (bandato di rosso e d'argento, al leone d'oro attraversante) (citato in UNFE) Immagine nella Biblioteca Estense Universitaria (id. 7156). |
|        | Badoeri (Venezia) (la blasonatura non è stata ancora caricata) (citato in UNFE) Immagine nella Biblioteca Estense Universitaria (id. 2871). |
|        | Badoero (Brescia) (d'argento all'aquila di nero, bicipite, carica in petto di uno scudetto d'argento, a tre bande di rosso, carico di un leone d'oro) |
|        | Badoglio (Roma) Titolo: duchi; marchesi del Sabotino; predicato di Addis Abeba D'azzurro, al monte al naturale, movente dalla punta, sormontato da un leone coronato d'oro, tenente con la branca sinistra un gladio, rivolto verso il basso, in sbarra e con la branca destra una bandiera italiana, alta, in palo, sviluppata a sinistra (citato in SUBL) Motto: Per dritto segno               |
|        | Badoglio (Roma) leone rampante di oro su collina di verde uscente dalla punta su azzurro (citato in LEOM) |
|        | Badolato (Messina) d'azzurro, al monte di tre cime d'oro, movente dalla punta, sostenente un leone dello stesso, sormontato da tre stelle d'argento ordinate nel capo (citato in Mango) alias leone rampante di oro su monte a 3 cime dello stesso uscente dalla punta su azzurro - 3 stelle (6 raggi) di argento poste in fascia in alto (citato in LEOM)                                        |
|        | Badolato (Napoletano) d'azzurro al monte di tre cime, quella di mezzo più eminente, e sostenente un leone con il compasso, aperto in capriolo, poggiato con le punte sulle cime laterali, il tutto accompagnato in capo da tre stelle, ordinate in fascia, quella di mezzo più bassa, e sormontata dal sole Ornamenti: corona marchionale (citato in NBNA) Notizie storiche in Nobili napoletani. |
|        | Badoueri o Participazzi (Pavia, Venezia) (bandato di rosso e d'argento, al leone d'oro attraversante) (citato in UNFE) Immagine nella Biblioteca Estense Universitaria (id. 5691). |

### Baf
| Stemma | Casato e blasonatura |
| ------ | --- |
|        | Baffa Trasci (Santa Sofia d'Epiro, Cosenza) Titolo: nobili Nel 1° d'azzurro al basilisco al naturale volto a sinistra sormontante un vomere d'argento. Nel 2° d'oro a due bande di rosso, su ciascuna un leone passante, quello di sotto rovesciato, il tutto di rosso (citato in PRTS)                                                                                            |
|        | Baffa Trasci e Baffa Trasci Amalfitani di Crucoli (Napoletano) Titolo: marchesi d'azzurro, al basilisco di verde posto su di un aratro d'argento (citato in PRTS) d'azzurro, un aratro d'argento, sostenente un basilisco verde (citato in NBNA) Motto: Spera in Deo Notizie storiche in Nobili napoletani.                                                                        |
|        | Baffi (Mestre, Venezia) (partito d'oro e d'azzurro, a due bande dell'uno all'altro) (citato in UNFE) Immagine nella Biblioteca Estense Universitaria (id. 5692). |
|        | Baffi (la blasonatura non è stata ancora caricata) (citato in UNFE) Immagine nella Biblioteca Estense Universitaria (id. 4579). |
|        | Baffo (Venezia, Chioggia) contrabandato d'oro e di azzurro di 4 pezzi (citato in GUCA – pag. 165, in MONT - pag. 119 (partito contrabandato di 4 pezzi, d'azzurro e d'oro) e in DAlena) |
|        | Baffo (Metrista, Venezia) (partito d'oro e d'azzurro, a due bande dell'uno all'altro) (citato in UNFE) Immagine nella Biblioteca Estense Universitaria (id. 7159). |
|        | Baffi (Venezia) (partito d'oro e di rosso, a due bande dell'uno all'altro) (citato in UNFE) Immagine nella Biblioteca Estense Universitaria (id. 4502). |
|        | Baffo (Livorno) Partito controbandato d'oro e d'azzurro (citato in ASFI) |
|        | Baffo (Napoletano) (la blasonatura non è stata ancora caricata) (citato in NBNA) |
|        | Bafo (Veneto) (partito d'oro e d'azzurro, a due bande attraversanti dall'uno all'altro, accompagnate da due lettere B maiuscole d'argento, una in capo e una in punta) (citato in STBV) (immagine dello Stemmario reale di Baviera.) alias (partito d'oro e d'azzurro, a due bande attraversanti dall'uno all'altro) (citato in STBV) (immagine dello Stemmario reale di Baviera.) |

### Bag
| Stemma | Casato e blasonatura |
| ------ | --- |
|        | Baganti (Livorno) Troncato: nel 1º d'azzurro, al giglio d'oro accostato ai lati da due stelle a otto punte dello stesso; nel 2º d'argento, al leone leopardito al naturale attraversante al tronco un albero sradicato dello stesso (citato in ASFI) |
|        | Bagarotti (Cremona) di rosso, al castello d'argento aperto del campo. Sul tutto una banda d'azzurro caricata di tre gigli d'oro posti nel verso della banda (citato in BLCR) Immagine in Blasonario Cremonese (archiviato dall'url originale il 7 aprile 2014). di rosso, alla torre di due palchi d'argento, alla banda d'azzurro attraversante, caricata di tre gigli d'oro posti nel senso della banda (Immagine nella Raccolta stemmi Trippini (JPG).) |
|        | Bagati o Bagatto (Carmagnola) D'oro, alla banda di rosso, carica di un'altra banda d'argento, questa carica di tre soli, di rosso (citato in SUBL) |
|        | Bagatta (Verona) Titoli: Nobile, Conte d'azzurro all'oca d'argento, tenente nel becco un ramoscello d'olivo di verde, ferma sopra un ristretto di terreno, piantato di alghe, uscente dal lago, il tutto al naturale; l'oca sormontata da una stella (6) d'oro (citato in SPRE – Vol. I pag. 468) oca di argento afferrante con il becco un ramo di olivo presso un lago al naturale tra 2 piante di canna su azzurro - stella (6 raggi) di oro in alto su azzurro (citato in LEOM) |
|        | Bagatti troncato: a) di rosso al guerriero d'argento appoggiato, colla destra sulla spada abbassata, colla sinistra sullo scudo; b) d'oro,al bue al naturale accovacciato sulla campagna erbosa, di verde (citato in SPRE – Vol. I pag. 468) |
|        | Bagatti Valsecchi (Milano) partito: al 1º di Bagatti che è troncato: a) di rosso al guerriero d'argento appoggiato, colla destra sulla spada abbassata, colla sinistra sullo scudo; b) d'oro,al bue al naturale accovacciato sulla campagna erbosa, di verde; al 2º di Valsecchiche è troncato: a) di oro all'aquila coronata, di nero, linguata di rosso; b) d'azzurro a due gigli di oro (citato in SPRE – Vol. I pag. 468) guerriero di argento appoggiato con la destra su una spada e con la sinistra su uno scudo dello stesso su rosso - aquila coronata di nero su oro - bue sdraiato su terrazzo di verde su oro - 2 gigli di oro su azzurro posti in fascia (citato in LEOM)   |
|        | Bagatti Valsecchi (Milano) (la blasonatura non è stata ancora caricata) (Immagine nella Raccolta stemmi Topoguz.) |
|        | Bagatti Valsecchi (Milano) (la blasonatura non è stata ancora caricata) (Immagine nella Raccolta stemmi Topoguz.) |
|        | Baggi (Modena) di rosso al pino d'Italia di verde cucito, nodrito sulla cima di un monte all'italiana di tre colli pure di verde e cucito ed accompagnato in capo da tre stelle (6) d'oro ordinate in fascia (citato in SPRE – Vol. I pag. 469) albero di pino di verde su monte a 3 cime dello stesso uscente dalla punta su rosso - 3 stelle (6 raggi) di oro poste in fascia in alto su rosso (citato in LEOM) (La blasonatura non è stata ancora caricata) (citato in UNFE) Immagine nella Biblioteca Estense Universitaria (id. 11). |
|        | Bagliacca (Como) d'oro, all'aquila di rosso, coronata di argento (citato in SPRE – Vol. I pag. 469) aquila di rosso coronata di argento su oro (citato in LEOM) |
|        | Bagliani (Alessandria) d'oro alla croce di azzurro, col capo di azzurro, all'aquila coronata di nero, rivoltata e cucita (citato in CROD – Vol. II pag. 163 e in GSCO Vol. III) |
|        | Baglione o Vallone (Sicilia) partito, nel 1° d'argento, alla fascia d'azzurro, nel 2° scaccato d'azzurro e di argento di otto file, 2. 1 (citato in Mango) partito nel 1° d'argento con una fascia d'azzurro nel 2° scaccheggiato d'argento ed azzurro (citato in NBSC) Notizie storiche in Famiglie nobili di Sicilia. |
|        | Baglioni (Perugia) Titoli: Patrizio di Perugia, Conte d'azzurro, alla fascia d'oro (citato in CROL - pag. 284, in SPRE vol. IV - pag. 880 e in DAlena) fascia di oro su azzurro (citato in LEOM) (La blasonatura non è stata ancora caricata) (citato in UNFE) Immagine nella Biblioteca Estense Universitaria (id. 383 e id. 2702). |
|        | Baglioni (Perugia) (La blasonatura non è stata ancora caricata) (citato in UNFE) Immagine nella Biblioteca Estense Universitaria (id. 7212). |
|        | Baglioni (Vicenza, Venezia) Titoli: N. U. N. D., Patrizio veneto inquartato: al 1º e 4º d'argento, all'aquila di nero bicipite, coronata d'oro; al 2º e 3º d'azzurro alla fascia d'oro (citato in SPRE – Vol. I pag. 469) aquila bicipite di nero con corona reale di oro su argento - fascia di oro su azzurro (citato in LEOM) |
|        | Baglioni (Bergamo) inquartato d'argento e di rosso al leone d'oro attraversante sulla partizione (citato in SPRE – Vol. I pag. 470) leone rampante di oro su inquartato di argento e di rosso (citato in LEOM) |
|        | Baglioni (Firenze) Di..., alla fede di..., vestita di..., accompagnata da due stelle a otto punte di..., poste una in capo e una in punta (citato in ASFI) |
|        | Baglioni (Firenze) D'argento, al leone d'oro fermo sulla campagna di verde, la branca anteriore sinistra appoggiata a un tronco nodoso al naturale; il tutto abbassato sotto il capo cucito d'Angiò (citato in ASFI) |
|        | Baglioni (Pistoia, Pistoia) D'azzurro, alla fascia d'oro (citato in ASFI) (DE) In Blau 1 goldener Balken (citato in KHIF) |
|        | Baglioni (Pistoia) Troncato d'argento e di rosso, a tre rami di rosaio di verde, 2.1, fioriti di un pezzo dell'uno nell'altro; e alla fascia d'azzurro passata sulla troncatura (citato in ASFI) |
|        | Bagliotti o Baliotti o Baleotto (Novara) Titolo: conti di Maggiora; signori di Tornaco Fasciato d'oro e di rosso alias Fasciato di rosso e d'oro alias D'oro, a tre fasce di rosso (citato in SUBL) |
|        | Bagnacci (Siena) istrice (citato in DAlena) |
|        | Bagnai (Siena) D'oro, alla banda d'azzurro alias D'oro, alla banda d'azzurro, accostata da due pesci dello stesso (citato in ASFI) |
|        | Bagnara (Cesena) (la blasonatura non è stata ancora caricata) (citato in BLCW) Immagine in Blasone Cesenate. |
|        | Bagnasacco (Andorno) Fasciato d'azzurro e d'argento, con il capo d'oro carico di un'aquila di nero Motto: Et prope et procul (citato in SUBL) |
|        | Bagnasco (Palermo) Titolo: signore di Binco troncato: nel 1° di . . . . . all'aquila bicipite spiegata e coronata di . . . . . impugnante in ciascun artiglio una spada di . . . . .; nel 2° di . . . . . al leone di . . . . . impugnante un arco, armato di un dardo di . . . . ., e la stella di sei raggi di . . . . . posta al 1º cantone. Corona di barone (citato in SPRE – Vol. I pag. 471, in Mango e in NBSC) aquila bicipite coronata di nero 2 spade tra gli artigli su oro - leone rampante di oro arco incoccato di oro tra le anteriori su azzurro - stella (6 raggi) di oro in alto a destra su azzurro (citato in LEOM) Notizie storiche in Famiglie nobili di Sicilia. |
|        | Bagnasco (Mondovì) D'azzurro, a tre fasce ondate d'argento, accompagnate in capo da tre stelle, d'oro (citato in SUBL) |
|        | Bagnerelli (Firenze) D'oro, all'albero sradicato al naturale (citato in ASFI) |
|        | Bagnesi (Firenze) d'azzurro, alla fascia d'argento (citato in MONT – pag. 45 e in ASFI) (DE) In Blau 1 silberner Balken (citato in KHIF) |
|        | Bagnesi Bellencini (Modena) (d'azzurro, alla fascia d'argento) (citato in UNFE) Immagine nella Biblioteca Estense Universitaria (id. 12). |
|        | Bagnesi Bellincini (Firenze, Modena) d'azzurro alla fascia d'argento (citato in SPRE – Vol. I pag. 470) fascia di argento su azzurro (citato in LEOM) |
|        | Bagni (Firenze, Fiesole) inquartato in croce di S. Andrea, d'oro e d'azzurro (citato in SPRE - Vol. I pag. 471 e in MONT – pag. 138) Inquartato decussato d'oro e d'azzurro (citato in ASFI) inquartato in croce di Sant'Andrea di oro e di azzurro (citato in LEOM) |
|        | Bagni da Bagno (Toscana) (DE) Gold-blau schräggeviert (citato in KHIF) |
|        | Bagnoli (Firenze) Di cielo, alla palafitta di ferro al naturale, sorgente dal mare dello stesso, sormontata da una cometa d'oro (citato in ASFI) |
|        | Bagnoli (Bagnacavallo) 3 stelle (6 raggi) di oro poste in fascia su azzurro - 3 bande di argento su rosso (citato in LEOM) |
|        | Bagnolo (Pinerolo) Titolo: conti di Burolo; consignori di Baio, Marentino, Vallo Troncato, d'oro e d'azzurro al bisante del primo Motto: Fides (citato in SUBL) |
|        | Bagnolo Nogarole partito di oro e di rosso a una banda ondata d'argento attraversante sul tutto (citato in SPRE - Vol. III pag. 79) |
|        | Bagolini (Castelnuovo Veronese) Titolo: Nobile troncato: 1º di verde ad una fede di carnagione vestita di rosso, foderata di ermellino, premente con le mani un cuore ferito, da cui cadono gocce di sangue; nel 2º d'azzurro pieno alla fascia d'oro sulla partizione (citato in SPRE – Vol. I pag. 471) fascia di oro su troncato di verde e di azzurro - fede al naturale che stringe un cuore ferito e sanguinante su verde (citato in LEOM) Cimiero: l'avambraccio in palo vestito come nel campo, con la mano di carnagione appalmata |
|        | Bagozzi Clerici o Clerici Bagozzi (Asola (Mantova)) Titolo:Nobile inquartato: al 1º d'azzurro all'aquila d'oro; al 2º e 3º di rosso a due colonne d'argento; al 4º d'azzurro allo scaglione d'argento (citato in SPRE – Vol. I pag. 472) aquila di oro su azzurro - 2 colonne di argento su rosso - scaglione di argento su azzurro (citato in LEOM) |

### Bai
| Stemma | Casato e blasonatura |
| ------ | --- |
|        | Baiardi (Parma) d'oro al capo di cavallo baio o baiardo al freno nero (citato in SPRE – Vol. I pag. 472) testa e collo di cavallo al naturale bardato di nero su oro (citato in LEOM) Cimiero: figura di giovane donna dai capelli al vento Motto: Più che mai |
|        | Baiardi (Parma) (la blasonatura non è stata ancora caricata) (citato in UNFE) Immagine nella Biblioteca Estense Universitaria (id. 3508). |
|        | Baile (Brianzonese) Titolo: consignori di Nevâche D'oro allo scaglione d'azzurro, sormontato in capo da tre rose di rosso Motto: Qui croit en Dieu roit florissant soutient (citato in SUBL) |
|        | Baile de La Tour (Brianzonese) Titolo: consignori di Nevâche Di rosso alla torre d'argento merlata di sei pezzi, finestrata e scalinata di due gradini dello stesso, mattonata di nero Motto: Virtus et ensis (citato in SUBL) |
|        | Bailetti (Ivrea) Titolo: consignori di Montalto Scaccato d'argento e di rosso, con il capo del secondo carico di un astrolabio d'oro (citato in SUBL) |
|        | Baillou (Firenze) inquartato: nel 1º e 4º di rosso al capriolo d'argento; nel 2º e 3º fasciato d'oro e d'azzurro. Sul tutto, in cuore,d'oro a tre teste di cinghiale di rosso poste 2, 1 (citato in SPRE – Vol. I pag. 474) 3 teste di cinghiale di rosso su scudetto di oro poste 2,1 su - scaglione di argento su rosso - fasciato di oro e di azzurro (citato in LEOM) |
|        | Baiocchi (Gavignano) avambraccio destro uscente da destra vestito di oro che getta delle monete di oro nel mare al naturale su azzurro (citato in LEOM) |
|        | Baiona (Sicilia) d'oro, all'elefante di nero, fermo su di un colle di verde (citato in GUCA – pag. 237 e in DAlena) |
|        | Baistrocchi (Parma) luna montante di argento affiancata da - 2 stelle (5 raggi) di oro su azzurro - sole di oro in alto su azzurro (citato in LEOM) |
|        | Baistrocchi (Parma) torre al naturale rotonda (2 palchi) merlata alla guelfa cimata da banderuola di argento su terrazzo di verde su azzurro (citato in LEOM) |
|        | Baistrocchi (Parma) 3 stelle (6 raggi) di argento in alto su azzurro poste1,2 - nuvola uscente da destra al naturale - luna montante di argento a destra uscente da un mare al naturale tutto su azzurro (citato in LEOM) |
|        | Baiveri (Asti) d'oro alla pantera rampante di nero (citato in DAlena) |
|        | Baiveri o Baivero o Bayveri (Asti, Firenze, Masio) Titoli: Conte di San Paolo, Signore di Rocchetta Tanaro d'oro, alla pantera rampante di rosso, macchiata di nero (citato in GUCA – pag. 407 e in SPRE - Vol. I pag. 474) D'oro, alla pantera di rosso macchiata di nero, rampante (citato in SUBL) pantera rampante di rosso maculata di nero su oro (citato in LEOM) Cimiero: il pozzo di rosso, sostenuto da due draghi di verde affrontati Motto: Virtus venenum expellit |

### Baj
| Stemma | Casato e blasonatura |
| ------ | --- |
|        | Bajada (Palermo) Titolo: nobile, marchese di Napoli d'azzurro, al monte sormontato dal giglio d'oro, e la bordura composta d'oro e d'azzurro. Corona di marchese (citato in SPRE – Vol. I pag. 472, in PRTS, in Mango e in NBSC) Notizie storiche in Famiglie nobili di Sicilia. Ulteriori notizie storiche in Famiglie nobili di Sicilia. |
|        | Bajada (Sicilia) Titolo: marchese di Napoli d'azzurro con un giglio d'oro e la bordura merlata dello stesso (citato in NBSC) Notizie storiche in Famiglie nobili di Sicilia. |
|        | Bajada (Sicilia) Titolo: marchese di Napoli monte roccioso di argento uscente dalla punta su azzurro - giglio di oro in alto su azzurro - bordura composta di oro e di azzurro (citato in LEOM) |
|        | Bajamonte (Sicilia) d'argento con tre fasce d'azzurro caricate di cinque lozanghe e due mezze d'argento (citato in NBSC) Notizie storiche in Famiglie nobili di Sicilia. |
|        | Bajamonte (Sicilia) d'argento, a quindici losanghe d'azzurro, poste 5, 5 e 5 e situate in fascia (citato in Mango) |
|        | Bajarda o Baiardi (Ovada) D'argento, ombreggiato d'azzurro, al cavallo bajo posto in maestà, movente dalla pianura di verde (citato in STOV) |
|        | Bajardi (Palermo) Titolo: marchese di San Carlo d'azzurro, al cavallo rivoltato di oro, a tre stelle dello stesso, ordinate in fascia nel capo (citato in SPRE – Vol. I pag. 474, in Mango e in NBSC) Notizie storiche in Famiglie nobili di Sicilia. Ulteriori notizie storiche in Famiglie nobili di Sicilia.                            |
|        | Bajardi d'azzurro a due veltri ritti e affrontati, di nero, linguati di rosso, in atto di abbaiare alla luna posta nel punto del capo Motto: Exit ad coelum ramis foelicibus arbor (citato in SPRE – Vol. III pag. 271) |
|        | Bajardi (Sicilia) Titolo: barone di Mottacamastra; marchese di San Carlo d'azzurro con un cavallo d'oro che guarda un sole dello stesso movente dall'angolo destro del capo. Corona di marchese (citato in NBSC) Notizie storiche in Famiglie nobili di Sicilia.                                                                           |
|        | Bajardi (Palermo) cavallo rampante rivolto di oro su azzurro - 3 stelle (6 raggi) di oro poste in fascia in alto su azzurro (citato in LEOM) |
|        | Bajola (Roma) figura di Atlante o Ercole in maestà reggente un globo di azzurro su campagna di rosso su argento (citato in LEOM) |
|        | Bajola (Roma) d'argento all'Ercole di carnagione tenente sulle spalle un globo d'azzurro accompagnato in punta da una fascia di rosso (citato in SPRE – Vol. I pag. 474) |
|        | Bajona (Sicilia) d'oro con un elefante nero posto su d'un poso di verde (citato in NBSC) Notizie storiche in Famiglie nobili di Sicilia. |

### Bala
| Stemma | Casato e blasonatura |
| ------ | --- |
|        | Balanzani d'azzurro, a tre spade d'argento, manicate d'oro, poste in banda (citato in MONT – pag. 45)                                                            |
|        | Balassa al dragone piegato in giro, e mordente la sua coda, rinserrante il rincontro di toro (campiture sconosciute) (citato in MONT – pag. 152)                 |
|        | Balastri (Iesolo, Venezia) (la blasonatura non è stata ancora caricata) (citato in UNFE) Immagine nella Biblioteca Estense Universitaria (id. 7154).             |
|        | Balastri o Balladi (Torcello, Venezia) (la blasonatura non è stata ancora caricata) (citato in UNFE) Immagine nella Biblioteca Estense Universitaria (id. 5700). |
|        | Balatini (la blasonatura non è stata ancora caricata) (citato in UNFE) Immagine nella Biblioteca Estense Universitaria (id. 4312).                               |
|        | Balauri o Balauria (Benevagienna) Troncato, d'argento, e d'azzurro, a tre bisanti del primo (citato in SUBL)                                                     |

### Balb
| Stemma | Casato e blasonatura |
| ------ | --- |
|        | Balbano (Sicilia) D'oro alla fascia di nero accompagnata da tre api d'azzurro, due nel capo affrontate ed una rivolta nella punta (citato in DAlena) |
|        | Balbi e Balbi Piovera (Genova, Francia) Titolo: marchesi di Piovera d'oro, a 3 pesci barbi al naturale (citato in GUCA – pag. 74, in SPRE - Vol. I pag. 475 (barbi, ciascuno disposto in fascia, ordinati in palo) e in DAlena) alias D'oro, a tre barbi al naturale, disposti in fascia, uno sull'altro (citato in SUBL) 3 pesci barbi (triglie) al naturale un sull'altro in fascia su oro (citato in LEOM) |
|        | Balbi (Alessandria) Titoli: conti di Robecco, Cantalupo, Villa del Foro; consignori di Canelli, Moasca d'azzurro, a tre barbi al naturale, uno sull'altro (citato in SPRE – Vol. I pag. 476 a in SUBL) 3 pesci barbi (triglie) al naturale un sull'altro in fascia su azzurro (citato in LEOM) alias D'azzurro, a tre barbi d'argento, uno sull'altro alias D'azzurro, a tre barbi d'argento, posti in fascia, l'uno sull'altro, con il capo d'oro, carico di un'aquila coronata, di nero alias D'oro, a tre barbi al naturale, posti in fascia, l'uno sull'altro (citato in SUBL) |
|        | Balbi (Tortona) D'oro, a tre barbi al naturale, uno sull'altro (citato in SUBL) |
|        | Balbi (Asti) Tre pesci barbi, inquartati con una stella (citato in SUBL) |
|        | Balbi (Castelfranco, Venezia, Padova) Titoli: N. U. N. D., Patrizio veneto d'oro alla dolce di nero rampante (citato in SPRE – Vol. I pag. 476) volpe di nero (dolce) rampante su oro (citato in LEOM) |
|        | Balbi (Venezia) d'oro, al leone di nero, armato e lampassato di rosso (citato in MONT – pag. 140) leonessa rampante di nero su oro (citato in LEOM) |
|        | Balbi (Venezia) di rosso alla fascia partita d'oro e d'azzurro cucito (citato in SPRE – Vol. I pag. 477 e in STBV) fascia partita di oro e di azzurro su rosso (citato in LEOM) (immagine dello Stemmario reale di Baviera.) |
|        | Balbi o Baleben (Ravenna, Venezia) (di rosso, alla fascia partita d'oro e d'azzurro) (citato in UNFE) Immagine nella Biblioteca Estense Universitaria (id. 7153 e id. 5696). |
|        | Balbi (Ravenna, Venezia) (la blasonatura non è stata ancora caricata) (citato in UNFE) Immagine nella Biblioteca Estense Universitaria (id. 5695e id. 4491). |
|        | Balbi di rosso, alla fascia semipartita d'oro, e d'argento (citato in MONT – pag. 158) |
|        | Balbi (Firenze) Di..., a due spighe decussate di..., accompagnate in capo da un giglio di..., e in punta da un crescente montante di... (citato in ASFI) |
|        | Balbi (Veneto) (troncato inchiavato di nero e d'oro) (citato in STBV) (immagine dello Stemmario reale di Baviera.) alias (troncato inchiavato d'azzurro e d'oro) (citato in STBV) (immagine dello Stemmario reale di Baviera.) |
|        | Balbi (Veneto) (grembiato d'oro e d'azzurro) (citato in STBV) (immagine dello Stemmario reale di Baviera.) |
|        | Balbi (Ovada) D'azzurro, a tre barbi d'argento, natanti in fascia uno sull'altro, il secondo rivoltato. (citato in STOV) |
|        | Balbi (Genova) (la blasonatura non è stata ancora caricata) (citato in UNFE) Immagine nella Biblioteca Estense Universitaria (id. 4501). |
|        | Balbi Valier (Monselice) Titoli: N. U. N. D., Patrizio veneto partito: di Balbi, che è: di rosso alla fascia partita d'oro e di azzurro, cucita; e di Valier che è: troncato d'oro e di rosso all'aquila coronata alla dogale, col volo abbassato dell'uno nell'altro (citato in SPRE – Vol. I pag. 477) fascia partita di oro e di azzurro su rosso - aquila troncata di rosso e di oro coronata alla dogale (corona del doge) di rosso su troncato di oro e di rosso (citato in LEOM) |
|        | Balbiani (Livorno) Interzato in fascia: nel 1º d'oro (o d'argento), all'aquila dal volo spiegato di nero; nel 2º d'argento, al leone leopardito rivolto di rosso, accompagnato ai lati dello scudo da due palle (o tortelli) dello stesso; nel 3º palato d'argento e di rosso (citato in ASFI) |
|        | Balbiano (Chieri) di rosso, al barbio d'oro coronato alla reale, al capo d'oro all'aquila di nero coronata dello stesso (citato in GUCA – pag. 74 e in DAlena) |
|        | Balbiano (Torino) Titoli: marchesi di Colcavagno; conti di Aramengo, Roaschia, Viale; signori di Santena; consignori di Avigliana e Buttigliera, Chieri, Cocconato, Isolabella Nome d'uso: Balbiano di Colcavagno Di rosso, al barbio coronato d'oro (citato in SPRE – Vol. I pag. 478 e in SUBL) barbio (pesce) al naturale coronato di oro posto in palo su rosso (citato in LEOM) Motto: Previde futura alias di rosso, al barbio coronato di oro; col capo dell'Impero (citato in SPRE – Vol. I pag. 478) barbio (pesce) al naturale coronato di oro posto in palo su rosso - aquila bicipite di nero coronata di oro su oro in capo (citato in LEOM) Cimiero: un moro vestito di rosso e guernito d'oro, bendato di argento, tenente sulla spalla una mazza d'oro Tenenti: due mori come quelli del cimiero affrontati Motto: Regarde a toi |
|        | Balbis (la blasonatura non è stata ancora caricata) (citato in DAlena) |
|        | Balbizoni (Veneto) (troncato: nel 1º palato d'argento e di verde; nel 2º di roso, alla stella di otto raggi d'oro bottonata del campo) (citato in STBV) (immagine dello Stemmario reale di Baviera.) |
|        | Balbo o Balbis o Berton de Balbis (Torino) Titoli: marchesi di Breme; conti di Castelgentile, Castelletto Cervo, Migliandolo, Mombello, Rivera, Valfenera, Vinadio; baroni des Ferres; signori di Bardassano, Castelnuovo, Montaldo, Montezemolo, Montosolo, Priero, Quart, Sabbione, Sale Langhe, Santena; consignori di Ayas, Carpenea, Casalborgone, Cavallerleone, Ceva, Chieri, Cocconato, Moncucco, Mondonio, Montabone, Sabbione, S. Salvatore Nome d'uso: Balbo di Vinadio d'oro a cinque bande d'azzurro (citato in SPRE – Vol. I pag. 478 e in SUBL) 5 bande di azzurro su oro (citato in LEOM) (Immagine nella Raccolta stemmi Trippini (JPG).) Cimiero: una scimmia nascente Tenenti: due uomini selvatici armati di clava Motto: Pour bien faire - Fè (fais) devoir                                                                 |
|        | Balbo Bertone (Torino) Titolo: conti di Sambuy, signori di Revigliasco d'oro, a cinque bande d'azzurro Cimiero: fanciulla ignuda, nascente, tenente con la sinistra una clava sopra la spalla e colla destra un breve col motto: Fe devoir Tenenti: due uomini selvatici, armati di clava Motto: Fè (fais) devoir (citato in SPRE – Vol. I pag. 479 e in SUBL) |
|        | Balbo Titolo: signori di Cavallerleone) D'azzurro, a sei cotisse d'oro (citato in SUBL) |
|        | Balbo o Balbis (Avigliana, Chieri) Titolo: baroni di Quart; signori di Altessano, Bonavalle, Cervere, Vernone; consignori di Trana e del marchesato di Ceva (baroni di Quart) Inquartato, al 1° e 4° controinquartato, al I e IV d'oro all'aquila coronata di nero, al II e III fasciato d'oro e di nero, al 2° e ° d'oro, al castello di rosso (Quart), sul tutto di Balbo alias (signori di Vernone e Cervere) Inquartato, al 1° d'oro, all'aquila coronata di nero, al 2° fasciato d'oro e di nero, al 3° di rosso, a tre bastoni noderosi d'oro, uno accanto all'altro, al 4° "tre pali d'azzurro e uno d'argento, sopra quelli di azzurro vi è una stella d'oro e quello di argento una banda rossa a punta", sul tutto di Balbo Motto: Au plaisir de Dieu (citato in SUBL)                                                                 |
|        | Balbo o Balb o Balbis (Nizzardo) Titolo: signori di Ascros, Maria, Revest, Rimplas, Rorà, Saint Sauveur, Todone, Val di Blora D'oro, a cinque bande d'azzurro alias D'oro, all'ariete rampante di nero, collarinato d'argento alias Inquartato, al 1° e 4° d'oro, alla stella (8) di rosso, al 2° e 3° d'oro, all'ariete rampante di nero, collarinato d'argento (citato in SUBL) |

### Bald
| Stemma | Casato e blasonatura |
| ------ | --- |
|        | Baldacchini (Cortona) fasciato, innestato, nebuloso d'oro e d'azzurro (citato in GUCA – pag. 317 e in DAlena) |
|        | Baldacchini (Cortona, Firenze) Partito: nel 1º d'oro, a tre fasce ondate d'azzurro; nel 2º d'oro, alla fascia diminuita d'azzurro (citato in ASFI) |
|        | Baldacchini (Napoletano) bandato di rosso e d'argento al capo d'oro con tre anitre azzurre senza becco e senza zampe ordinate in fascia (citato in NBNA) |
|        | Baldacchini Gargano (Napoli) inquartato: nel 1º e 4º di azzurro all'albero nodrito di verde sulla pianura erbosa, sormontato da un crescente tra due stelle d'oro, ed accostato alla base da due porcospini affrontati al naturale; e nel 2º e 3º bandato di rosso e di argento al capo di oro, con tre anitre di azzurro senza becco e senza piedi ordinate in fascia (citato in SPRE – Vol. I pag. 480) albero uscente dalla partizione di verde accompagnato da - 2 ricci passanti affrontati al naturale su azzurro - luna di oro 2 stelle (5 raggi) dello stesso in alto su azzurro - bandato di rosso e di argento - 3 anatre di azzurro senza becco e senza zampe poste in fascia su oro in capo (citato in LEOM) inquartato, nel 1° e 4° d'azzurro all'albero nodrito verde, sormontato da un crescente tra due stelle d'oro, ed accostato alla base da due porcospini affrontati al naturale (Gargano); nel 3° e 4° bandato di rosso e d'argento al capo d'oro con tre anitre azzurre senza becco e senza zampe ordinate in fascia (Baldacchini) (citato in NBNA) Notizie storiche in Nobili napoletani. |
|        | Baldacci (Massa) partito: nel 1º d'oro alla torre di rosso, uscente dalla punta dello scudo e sostenente un'aquila di nero; nel 2º d'azzurro allo scaglione sormontato da tre stelle di sei raggi male ordinate, il tutto d'oro, accompagnato in punta da una fiamma al naturale (citato in SPRE – Vol. I pag. 480) Partito: nel 1º d'oro, alla torre di rosso, sostenente un'aquila dal volo spiegato di nero; nel 2º d'azzurro, allo scaglione d'oro, accompagnato in capo da tre stelle a sei punte dello stesso, 1.2, e in punta da una fiamma di rosso (citato in ASFI) |
|        | Baldacci (Firenze) Di..., alla torre di..., sormontata da una stella a otto punte di... (citato in ASFI) |
|        | Baldacci (Massa Carrara) torre di rosso uscente dalla punta cimata da - aquila di nero su oro - scaglione di oro su azzurro - 3 stelle (6 raggi) di oro in alto poste 1,2 su azzurro - fiamma di rosso al naturale in basso su azzurro (citato in LEOM) |
|        | Baldanzi (Pistoia) Inquartato d'azzurro e d'oro alias Inquartato d'azzurro, di rosso, d'oro e di verde (citato in ASFI) |
|        | Baldassarini e Baldassarini Macinelli (Siena) d'azzurro allo scaglione d'oro accompagnato in capo da un giglio dello stesso e in punta da un crescente d'argento (citato in SPRE – Vol. I pag. 480) scaglione di oro su azzurro cimato da - giglio dello stesso - luna montante di argento in basso su azzurro (citato in LEOM) |
|        | Baldassarini (Volterra, Firenze) Di rosso, al capro saliente d'argento poggiante sul terreno al naturale e addestrato da uno stelo (canna) di verde, nodrito sul terreno dello stesso (citato in ASFI) |
|        | Baldassarri (Pescia) D'oro, all'albero di pero al naturale, fruttifero del campo, sinistrato da un orso levato al naturale alias D'oro, all'albero di pero al naturale, fruttifero del campo, sinistrato da un orso rampicante sull'albero al naturale (citato in ASFI) |
|        | Baldassarrini (Volterra) D'azzurro, allo scaglione d'oro, accompagnato in capo da un giglio bottonato dello stesso, e in punta da un crescente montante d'argento (citato in ASFI) |
|        | Baldasserini (Gubbio) (blasonatura assente) (citato in SPRE – Vol. I pag. 481) 3 palle di argento su rosso poste 1,2 - corona marchionale di oro in alto su rosso (citato in LEOM) |
|        | Baldasseroni (Firenze, Lubiana) d'azzurro, ad un ramo d'olivo al naturale posto in palo, accostato a destra da una sciabola e a sinistra da una scimitarra ambedue d'acciaio affrontate e colla punta in alto, impugnate d'oro Motto: Post nubila Phoebus (citato in GUCA – pag. 477, in SPRE - Vol. I pag. 481 e in DAlena) ramo di olivo posto in palo al naturale affiancato da - una scimitarra a destra - e da una sciabola a sinistra di argento manicate di oro su azzurro (citato in LEOM) (DE) In Blau 1 aus dem unteren Schildrand hervorwachsender naturfarbener Eichenzweig, begleitet rechts von 1 schräggelegten goldgegrifften silbernen Degen, links von 1 schräglinks gelegten goldgegrifften silbernen Krummschwert (citato in KHIF) (la blasonatura non è stata ancora caricata) (Immagine nella Raccolta stemmi Topoguz.) |
|        | Baldasseroni (Pescia, Livorno) D'azzurro, al ramo d'olivo al naturale posto in palo, accostato a destra da una spada alta d'argento, guarnita d'oro, e a sinistra da una scimitarra alta dello stesso, affrontate (citato in ASFI) (DE) In Blau 1 aus dem unteren Schildrand hervorwachsender naturfarbener Eichenzweig, begleitet rechts von 1 schräggelegten goldgegrifften silbernen Degen, links von 1 schräglinks gelegten goldgegrifften silbernen Krummschwert (citato in KHIF) |
|        | Baldasseroni (Modena) (la blasonatura non è stata ancora caricata) (citato in UNFE) Immagine nella Biblioteca Estense Universitaria (id. 21). |
|        | Baldassini di azzurro all'olivo al naturale nodrito in un monte di tre colli d'oro all'italiana, sormontato a destra da una cometa d'oro posta in fascia (citato in SPRE – Vol. I pag. 481) |
|        | Baldassini (Roma) D'azzurro all'albero di olivo di verde sostenuto da una montagna di tre cime d'oro e sormontata da una cometa dello stesso (citato in Pietramellara, vol. I, pag. 60) alias (la blasonatura non è stata ancora caricata) (immagine in Rust, Baldassini (PDF). URL consultato il 25 giugno 2013 (archiviato dall'url originale il 5 marzo 2016).) |
|        | Baldassini (Pistoia, Firenze) Troncato: nel 1º d'argento pieno; nel 2º d'oro, a tre pali di rosso alias D'oro, a tre pali di rosso; con il capo d'argento (citato in ASFI) |
|        | Baldassini Castelli Gozze (Pesaro) inquartato: nel 1º e 4º d'argento al pastorale d'oro uscente dalla punta con la fasci di rosso attraversante (Di S. Ubaldo); nel 2º di argento alla torre di rosso di due palchi, chiusa di verde (Castelli); nel 3º troncato: di azzurro e bandato d'oro e di azzurro (Gozze): nel tutto di azzurro all'olivo al naturale nodrito in un monte di tre colli d'oro all'italiana, sormontato a destra da una cometa d'oro posta in fascia (Baldassini) (citato in SPRE – Vol. I pag. 481) albero di olivo al naturale su monte a 3 cime di oro uscente dalla punta - cometa dello stesso posta in fascia coda a destra in alto su scudetto di azzurro su - fascia di rosso su pastorale di oro su argento - torre di rosso chiusa di verde uscente dalla partizione su argento - troncato di azzurro e bandato di azzurro e di oro (citato in LEOM) Cimiero: leone nascente tenente una ruota d'oro |
|        | Baldelli d'azzurro alla banda abbassata d'oro caricata di tre foglie d'edera al naturale (citato in SPRE – Vol. I pag. 483) |
|        | Baldelli (Cortona) D'azzurro, alla banda d'oro, caricata di tre foglie di edera di verde, poste nel senso della pezza (citato in ASFI) 3 foglie di edera di verde su banda di oro su azzurro (citato in LEOM) |
|        | Baldelli 3 foglie di edera di verde su banda di oro su azzurro - grifo rampante di oro su rosso (citato in LEOM) |
|        | Baldelli (Cortona, Perugia) (la blasonatura non è stata ancora caricata) (citato in DAlena) |
|        | Baldelli (Firenze) Di..., alla stella a otto punte di... posta in cuore, accompagnata da tre crescenti montanti di..., due in capo e uno in punta (citato in ASFI) |
|        | Baldelli Boni (Cortona, Firenze) inquartato: nel 1º e 4º d'azzurro alla banda abbassata d'oro caricata di tre foglie d'edera al naturale (Baldelli); nel 2º e 3º spaccato: a) di rosso a due stelle di 8 raggi d'oro; b) di nero alla stella di 8 raggi d'oro, alla fascia d'oro sulla partitura (Boni) (citato in SPRE – Vol. I pag. 483) 3 foglie di edera di verde su banda di oro poste nel senso della banda su azzurro - fascia di oro su troncato di rosso e di nero - 3 stelle (8 raggi) di oro 2 sul rosso e una sul nero (citato in LEOM) |
|        | Baldelli Boni inquartato: nel 1º e 4º d'azzurro, alla banda d'argento, caricata di tre foglie d'edera di verde, poste nel senso della pezza; nel 2º e 3º troncato di rosso e di nero da una fascia diminuita d'argento, a tre stelle (8) d'oro, due in capo e una in punta (citato in MONT – pag. 46) |
|        | Baldelli Boni (Cortona) Inquartato: nel 1º e 4º d'azzurro, alla banda d'oro caricata di tre foglie di edera di verde; nel 2º e 3º di rosso, al grifone d'oro; al quarto franco sinistro di rosso, caricato di un portico aperto di due colonne sormontate da un frontone, accompagnato delle lettere D J, il tutto d'argento alias Inquartato: il 1º e 4º d'azzurro, alla banda d'oro caricata di tre foglie di edera di verde; nel 2º e 3º troncato di rosso e di nero, a tre stelle a otto punte d'oro, due nel 1?? e una nel 2??; e alla fascia d'oro passata sulla troncatura (citato in ASFI) |
|        | Baldes o Baldi o Baldo (Sicilia) d'argento, a quattro fasce d'azzurro, accompagnate da dieci rosette di rosso, situate 3, 2, 2 e 3 (citato in Mango e in NBSC) Notizie storiche in Famiglie nobili di Sicilia. |
|        | Baldeschi (Perugia) d'oro a due fasce di nero (citato in SPRE – Vol. I pag. 484) 2 fasce di nero su oro (citato in LEOM) (sbarre nere in campo oro) (citato in UNFE) Immagine nella Biblioteca Estense Universitaria (id. 7233). |
|        | Baldeschi (Firenze) (la blasonatura non è stata ancora caricata) (citato in UNFE) Immagine nella Biblioteca Estense Universitaria (id. 3213). |
|        | Baldeschi Eugenii Oddi (Perugia) partito: nel 1º d'oro a 2 fasce di nero (Baldeschi); nel 2º d'argento incappato di azzurro a 3 anelletti dello stesso dell'uno nell'altro (Oddi) (citato in SPRE – Vol. I pag. 484) 2 fasce di nero su oro - 3 cerchi concentrici di azzurro su argento - cappato di azzurro (citato in LEOM) |
|        | Baldesi (Firenze) D'azzurro, alla gemella in banda d'oro, accostata da due stelle a otto punte dello stesso (DE) In Blau 2 goldene Schrägbalken, begleitet von je 1 achtstrahligen goldenen Stern im linken Obereck und im rechten Untereck (citato in KHIF) alias D'azzurro, alla gemella in banda d'oro, accostata da due speronelle dello stesso alias D'azzurro, alla gemella in sbarra d'oro, accostata da due stelle a sei punte dello stesso (citato in ASFI) |
|        | Baldesi (Firenze) D'oro, al gallo ardito di nero, posato sul monte di sei cime d'azzurro alias D'azzurro, al gallo ardito di nero, crestato e barbato di rosso, posato sul monte di sei cime d'oro (citato in ASFI) |
|        | Baldesi (Firenze) D'azzurro, al crescente montante d'argento, accostato da due stelle a otto punte d'oro, e accompagnato in punta da un monte di sei cime dello stesso alias D'azzurro, al crescente volto d'argento, accostato da due stelle a otto punte d'oro, e accompagnato in punta da un monte di sei cime dello stesso (citato in ASFI) |
|        | Baldesi (Firenze) D'argento, al leone d'oro, ascendente un monte di sei cime d'azzurro e tenente nelle branche anteriori una palla dello stesso alias D'argento, al leone d'oro lampassato di rosso, ascendente un monte di sei cime d'azzurro e tenente nelle branche anteriori una palla dello stesso (citato in ASFI) |
|        | Baldesi (Firenze) D'oro, a tre pere (o zucche) capovolte di verde, 2.1, picciolate e fogliate dello stesso (citato in ASFI) |
|        | Baldesi (Toscana) (DE) In Silber 1 goldener Löwe, 1 schwebenden blauen Sechsberg besteigend und 1 blaue Scheibe haltend (citato in KHIF) |
|        | Baldesi Banchi (Firenze) Di..., alla banda di..., accostata da due stelle a otto punte di... alias Di..., alla banda di..., accompagnata nel cantone sinistro del capo da una stella a otto punte di... (citato in ASFI) |
|        | Baldesi della Vigna (Toscana) (DE) In Blau 1 mit 1 grünen Schrägleiste belegter silberner Schrägbalken, beidseitig begleitet von je 1 achtstrahligen goldenen Stern (citato in KHIF) |
|        | Baldesio (Cremona) fasciato di rosso e d'argento ad un braccio armato di nero, con il gomito a sinistra, la mano guantata tenente una palla d'oro attraversante sul tutto (citato in BLCR e in TEAR, Vol. 7, 1847) |
|        | Baldi (Firenze) d'azzurro, allo scaglione scorciato d'oro (citato in GUCA – pag. 479 e in DAlena) |
|        | Baldi (Firenze) D'azzurro, allo scaglione d'oro, accompagnato in capo da due stelle a otto punte d'oro, e in punta da un monte di sei cime dello stesso (citato in ASFI) (DE) In Blau 1 erniedrigter goldener Sparren, begleitet oben von 2 achtstrahligen goldenen Sternen, unten von 1 schwebenden goldenen Sechsberg (citato in KHIF) alias D'azzurro, allo scaglione d'argento, accompagnato in capo da due stelle a otto punte d'oro, e in punta da un monte di sei cime dello stesso (citato in ASFI) |
|        | Baldi (Firenze) Troncato di rosso e d'azzurro (oppure di rosso e di nero), al leone attraversante d'oro, tenente nella branca destra un giglio dello stesso (citato in ASFI) |
|        | Baldi (Firenze) D'azzurro, al leone d'oro (citato in ASFI) |
|        | Baldi (Firenze) D'azzurro, al leone d'oro, e alla banda attraversante di rosso caricata di tre stelle a otto punte d'oro (citato in ASFI) (DE) In Blau 1 goldener Löwe, überdeckt von 1 mit 3 achtstrahligen goldenen Sternen belegten roten Schrägbalken (citato in KHIF) alias D'azzurro, al leone d'oro, e alla banda attraversante di rosso caricata di tre stelle a sei punte d'oro) (citato in ASFI) alias D'azzurro, al leone d'oro, e alla banda attraversante di rosso caricata di tre stelle a otto punte d'argento (citato in ASFI) alias D'azzurro, al leone d'oro, e alla banda attraversante di rosso caricata di tre stelle a sei punte d'argento (citato in ASFI) |
|        | Baldi (Pisa) Di..., al cervo saliente reciso di... (citato in ASFI) |
|        | Baldi (Pistoia) D'azzurro, a tre bande d'oro, e alla conchiglia attraversante scaccata d'argento e di rosso, posta in cuore alias Bandato d'oro e d'azzurro, alla conchiglia attraversante scaccata d'argento e di rosso, posta in cuore (citato in ASFI) |
|        | Baldi (Siena) Di [rosso], alla banda d'[azzurro], caricata di una stella a otto punte di... e di un martello di... (citato in ASFI) |
|        | Baldi (Bra) Titolo: Conte di Serralunga d'argento, all'aquila di rosso, armata di nero; col capo d'azzurro, carico di tre stelle (6) d'oro (citato in SPRE – Vol. I pag. 485) aquila di rosso forse coronata di argento su argento - 3 stelle (6 raggi) di oro poste in fascia su azzurro in capo (citato in LEOM) D'argento, all'aquila di rosso, armata di nero, con il capo d'azzurro, carico di tre stelle, d'oro (citato in SUBL) Cimiero: la stella del capo Motto: Lumine tuto |
|        | Baldi (Novara) Titolo: conti di Gionzana Troncato, d'oro, all'aquila coronata, di nero, e d'azzurro, al cannone d'oro, con la fascia d'argento, carica di tre stelle d'oro, cucite (citato in SUBL) |
|        | Baldi (Novara) (la blasonatura non è stata ancora caricata) (Immagine nella Raccolta stemmi Trippini (JPG).) |
|        | Baldi (Cesena) (la blasonatura non è stata ancora caricata) (citato in BLCW) Immagine in Blasone Cesenate. |
|        | Baldi (Cesena) (la blasonatura non è stata ancora caricata) (citato in BLCW) Immagine in Blasone Cesenate. |
|        | Baldi (Perugia) (la blasonatura non è stata ancora caricata) (citato in UNFE) Immagine nella Biblioteca Estense Universitaria (id. 4475). |
|        | Baldi della Scarperia (Firenze) D'azzurro, al leone d'oro, e alla banda diminuita attraversante di rosso, caricata di tre stelle a otto punte d'oro alias D'azzurro, al leone d'oro, e alla banda diminuita attraversante d'argento, caricata di tre stelle a otto punte di rosso alias D'azzurro, al leone d'oro, e alla banda diminuita attraversante di..., caricata di cinque (o sei) stelle a otto punte di... alias D'azzurro, al leone d'oro (o al naturale), caricato di una banda d'argento, sovraccaricata di tre rose di rosso (citato in ASFI) |
|        | Baldi delle Rose (Firenzuola) D'azzurro, alla banda d'argento caricata di tre rami di rosaio fioriti ciascuno di un pezzo al naturale e posti in palo (citato in ASFI) |
|        | Baldi Papini (Pistoia) d'azzurro a tre bande d'oro alla conchiglia orecchiuta e convessa scaccata di rosso e d'argento posta in cuore (citato in SPRE – Vol. I pag. 485) conchiglia orecchiata scaccata di rosso e di argento sulla banda centrale di 3 bande di oro su azzurro (citato in LEOM) |
|        | Baldigiani (Firenze) D'azzurro, alla banda d'oro caricata di due stelle a otto punte di rosso, e accompagnata nel capo da un giglio bottonato d'oro alias D'azzurro, alla banda di rosso caricata di due stelle a otto punte d'oro, e accompagnata nel capo da un giglio d'oro (citato in ASFI) |
|        | Baldini (Firenze) d'azzurro al destrocherio di carnagione vestito di rosso uscente dal fianco sinistro dello scudo impugnante tre spighe d'oro (citato in SPRE – Vol. I pag. 485) braccio destro uscente da destra vestito di rosso afferrante con la mano di carnagione 3 spighe di oro su azzurro (citato in LEOM) D'azzurro, al destrocherio di carnagione vestito di rosso, impugnante un fascio di tre spighe d'oro (citato in ASFI) braccio destro uscente da destra vestito di rosso afferrante con la mano di carnagione 3 spighe di oro su azzurro (citato in LEOM) |
|        | Baldini (Firenze) di rosso al cavallo d'argento imbrigliato sellato corrente, accompagnato da una mazza d'arme dello stesso, posta in banda (citato in SPRE – Vol. I pag. 485) cavallo di argento sellato e imbrigliato corrente su rosso - mazza di argento posta in banda in alto su rosso (citato in LEOM) Di rosso, al cavallo corrente imbrigliato e sellato, sormontato da una mazza d'arme posta in banda, il tutto d'argento (citato in ASFI) (Immagine nella Raccolta stemmi Trippini (JPG).) |
|        | Baldini (Firenze) Di..., al leone di..., alla banda attraversante di..., caricata di una palla di... posta in mezzo a due gigli di..., posti nel senso della pezza (citato in ASFI) |
|        | Baldini (Firenze) D'azzurro, al cane rampante d'argento, collarinato dello stesso; con il capo cucito d'Angiò (citato in ASFI) |
|        | Baldini (Rimini) d'azzurro alla croce di S. Andrea accantonata in capo e in punta da due gigli e ai lati da due stelle d'otto raggi, il tutto d'oro; lo scudo orlato dello stesso (citato in SPRE – Vol. I pag. 486) croce di Sant'Andrea di oro su azzurro accantonata da - 2 gigli di oro posti in palo - da 2 stelle (8 raggi) di oro poste in fascia - bordura di oro (citato in LEOM) Motto: In occiduam |
|        | Baldini (Rimini, Roma) Titolo: Nobili di S. Arcangelo, patrizi troncato: nel 1º d'oro all'aquila bicipite di nero coronata del campo; nel 2º d'argento a tre bande di verde e al leone d'oro attraversante sul tutto (citato in SPRE – Vol. I pag. 486 e in DAlena) aquila bicipite di nero coronata di oro su oro - leone rampante di oro su 3 bande di verde su argento (citato in LEOM) |
|        | Baldini (Gattinara) Titolo: consignori di Mombaldone Di rosso alla torre d'argento, con il capo d'oro carico di un'aquila coronata di nero (citato in SUBL) |
|        | Baldini (Cesena) (la blasonatura non è stata ancora caricata) (citato in BLCW) Immagine in Blasone Cesenate. |
|        | Baldinotti (Pistoia) d'azzurro alla banda d'argento (citato in SPRE – Vol. I pag. 486) banda di argento su azzurro (citato in LEOM) (DE) In Blau 1 silberner Schrägbalken (citato in KHIF) |
|        | Baldinotti (Firenze) d'azzurro alla banda d'argento bordata d'oro caricata di tre corone di lauro verdi e accompagnata da due stelle d'oro di otto raggi una in capo e una in punta (citato in SPRE – Vol. I pag. 487) 3 corone di alloro di verde su banda di argento bordata di oro poste nel senso della banda su azzurro - 2 stelle (8 raggi) di oro poste in sbarra su azzurro (citato in LEOM) |
|        | Baldinotti (Firenze) Troncato merlato d'oro e di rosso alias Troncato merlato d'azzurro e d'argento (citato in ASFI) |
|        | Baldinotti (Firenze) D'azzurro, alla banda d'oro, caricata di tre ghirlande di verde e accompagnata da due stelle a otto punte d'oro, una in capo e una in punta alias D'azzurro, alla banda di rosso bordata d'oro, caricata di tre ghirlande di verde e accompagnata da due stelle a otto punte d'oro, una in capo e una in punta alias D'azzurro, alla banda d'argento (citato in ASFI) |
|        | Baldinotti (Pistoia) D'azzurro, alla banda d'argento (citato in ASFI) |
|        | Baldinucci (Firenze) D'azzurro, all'archipenzolo d'oro, accompagnato da tre stelle a otto (o sei) punte dello stesso, 2.1 (citato in ASFI) |
|        | Baldinucci (Prato) D'oro, al leone di nero; con il capo d'Angiò (citato in ASFI) |
|        | Baldinuzzi (Firenze) Di rosso, alla banda d'argento, accostata da sei stelle a otto punte d'oro, ordinate tre per lato (citato in ASFI) (DE) In Rot 1 silberner Schrägbalken, beidseitig begleitet von je 3 achtstrahligen goldenen Sternen schrägbalkenweise (citato in KHIF) |
|        | Baldinuzzi (Toscana) (DE) 1 schwebender, unten waagschnittiger Sparren mit Sprosse, allseits begleitet von 3 achtstrahligen Sternen (citato in KHIF) |
|        | Baldironi D'argento, al monte di verde, di tre cime, quella centrale più alta e sormontata da un castello, di rosso, torricellato di due, merlato alla ghibellina, aperto e finestrato del campo alias Di rosso, al monte di tre cime, d'argento, quella centrale sostenente un mastio, pure d'argento, aperto e finestrato del campo (citato in SUBL) alias D'azzurro, al castello cimato di tre torrette di rosso, aperto e finestrato del campo, sostenuto dalle tre cime di una roccia di verde; al capo d'oro, caricato di un'aquila di nero, coronata d'oro (FR) D'azur, au château sommé de trois tourelles de gueules, ouvert et ajouré du champ, soutenu des trois coupeaux d'un rocher de sinople, au chef d'or, chargé d'une aigle de sable, couronnée d'or (citato in SUBL e in RIET) Motto: Nec timeas |
|        | Baldironi (Milano) castello (3 torri) di rosso sostenuto da 2 rocce di verde tra le quali scende una cascata al naturale su azzurro - capo d'Impero (citato in LEOM) |
|        | Baldizonibus (la blasonatura non è stata ancora caricata) (citato in DAlena) |
|        | Baldo (Chioggia) (la blasonatura non è stata ancora caricata) (citato in Araldica gentilizia (archiviato dall'url originale il 19 marzo 2005).) |
|        | Baldocci (Firenze) D'azzurro, al monte di sei cime d'oro, sormontato da un crescente volto d'argento (citato in ASFI) alias D'azzurro, al monte di sei cime d'oro, sormontato da un crescente rivolto d'argento (citato in ASFI) (DE) In Blau 1 schwebender goldener Sechsberg, oben begleitet von 1 abnehmenden silbernen Halbmond (citato in KHIF) |
|        | Baldocci (Firenze) D'azzurro, al castello turrito di tre pezzi d'oro alias D'azzurro, al castello turrito di due pezzi d'oro (citato in ASFI) |
|        | Baldocci (Firenze) Di..., al grifone di... (citato in ASFI) |
|        | Baldocci del Drago (Firenze) D'azzurro, alla fascia d'argento, caricata di tre rose di rosso e sormontata da una stella a otto punte d'oro (citato in ASFI) |
|        | Baldoino o Balduino o Baudoin (Nizzardo) Titolo: conti di Clanzo; consignori di Santa Margherita D'azzurro, allo scaglione d'argento, accompagnato da tre trifogli dello stesso e caricato di due leoncini di rosso, affrontati (citato in SUBL) |
|        | Baldoni (Ancona) partito: nel 1º d'azzurro a 2 chiavi d'argento poste a croce di S. Andrea, accompagnate in capo da una cometa di oro e in punta da tre monti d'oro; nel secondo spaccato: a) di argento all'albero terrazzato di verde e accostato da due leoni rampanti di argento; b) di argento a tre bande d'azzurro (citato in SPRE – Vol. I pag. 487) 2 chiavi di argento incrociate su azzurro - 3 monti ristretti il centrale più alto di oro uscenti dalla punta su azzurro - cometa di oro posta in banda in alto su azzurro - albero su terrazzo di verde accostato da - 2 leoni controrampanti di argento su argento - 3 bande di azzurro su argento (citato in LEOM) |
|        | Baldoni (Ancona) scaglione di argento - 3 palle dello stesso poste 2,1 su rosso - monte a 3 cime di oro uscente dalla punta su rosso - capo di Francia (citato in LEOM) |
|        | Baldoni (Cesena) (la blasonatura non è stata ancora caricata) (citato in BLCW) Immagine in Blasone Cesenate. |
|        | Baldoriotti (Firenze) D'azzurro, al vaso biansato d'oro, fiammeggiante di rosso (citato in ASFI) |
|        | Baldovinetti (Toscana) (DE) In Rot 1 goldener Löwe (citato in KHIF) alias (DE) Unter 1 goldenen Schildhaupt, darin 1 wachsender schwarzer Doppeladler (Capo dell'Impero), in Rot 1 goldener Löwe (citato in KHIF) |
|        | Baldovinetti (Firenze) Di rosso, al leone d'oro, armato e lampassato d'azzurro alias Di rosso, al leone d'oro, armato e lampassato d'azzurro; con il capo dell'Impero alias Di rosso, al leone d'oro e al raggio di carbonchio attraversante e includente uno scudetto del Popolo fiorentino alias Partito: nel 1º di rosso, a sei rose ordinate in cinta d'argento; nel 2º di rosso, al leone d'oro, con il capo dell'Impero alias Partito: nel 1º d'oro, al leone di rosso; nel 2º palato dei due smalti (citato in ASFI) |
|        | Baldovinetti (Firenze) Di rosso, alla ruota di molino d'argento; con la bordura spinata dello stesso (citato in ASFI) alias Di rosso, alla ruota di molino d'argento; con la bordura dentata dello stesso (citato in ASFI) (DE) Innerhalb 1 silbernen Spickelschildbords in Rot 1 silbernes Rad ohne Felgen (citato in KHIF) alias Di rosso, alla ruota a otto raggi d'argento; con la bordura dentata dello stesso (citato in ASFI) |
|        | Baldovinetti di Poggio (Toscana) (DE) Gespalten: Rechts in Rot 6 silberne Rosen 1:2:2:1 gestellt, links unter goldenem Schildhaupt, darin 1 von 1 silbernen Krone überhöhter schwarzer Doppeladler (Capo dell'Impero), in Rot 1 goldener Löwe (citato in CROD) |
|        | Baldovini (Firenze) Di rosso, a quattro gemelle in banda d'oro alias Di rosso, a sei cotisse d'oro (citato in ASFI) |
|        | Baldovini d'Appollonio bandato di 14 pezzi di rosso e d'oro (DE) 13mal rot-gold schräggeteilt (citato in KHIF) |
|        | Baldovini del Pannocchia (DE) In mit goldenen Kreuzen bestreutem blauen Feld 6 gestielte goldene Maiskolben, kreisförmig gestellt (citato in KHIF) |
|        | Baldovini di Falco di rosso, a sei bande d'oro (DE) In Rot 6 goldene Schrägbalken (citato in KHIF) |
|        | Baldovini di Gione bandato di 14 pezzi di rosso e d'oro (DE) 13mal rot-gold schräggeteilt (citato in KHIF) |
|        | Baldrati o Blandrati (Cesena) (la blasonatura non è stata ancora caricata) (citato in BLCW) Immagine in Blasone Cesenate. |
|        | Baldù (Conegliano, Venezia) (la blasonatura non è stata ancora caricata) (citato in UNFE) Immagine nella Biblioteca Estense Universitaria (id. 5746), su bibliotecaestense.beniculturali.it. URL consultato il 10 dicembre 2020 (archiviato dall'url originale il 4 marzo 2016). |
|        | Balducci (Arezzo) D'azzurro, alla ferza d'oro posta in banda (citato in ASFI) |
|        | Balducci (Firenze) D'oro, a due branche di leone decussate di nero, armate di rosso (citato in ASFI) (DE) In Gold 2 rotbewehrte abgerissene naturfarbene? Löwenpranken (citato in KHIF) |
|        | Balducci (Toscana) (DE) In Silber 2 gekreuzte abgerissene blaue Löwenpranken (citato in KHIF) |
|        | Balducci (Toscana) (DE) In Gold 2 gekreuzte abgerissene silberne Löwenpranken (citato in KHIF) |
|        | Balducci (Firenze) D'azzurro, al leone d'argento caricato di un giglio d'oro e sormontato da due gigli dello stesso, ordinati fra i pendenti di un lambello di rosso alias D'azzurro, al leone d'argento, sormontato da due gigli di rosso, ordinati fra i tre pendenti di un lambello dello stesso (citato in ASFI) |
|        | Balducci (Pisa) Di rosso, a tre semivoli abbassati d'argento, 2.1 (citato in ASFI) |
|        | Balducci (Pistoia) D'azzurro, al leone d'argento reciso di rosso, e alla banda attraversante di rosso (citato in ASFI) |
|        | Balducci (Toscana) (DE) In Blau 1 silberner Löwe, belegt mit 1 roten Lilie und oben begleitet von 1 vierlätzigen roten Turnierkragen (citato in KHIF) |
|        | Balducci (Toscana) (DE) Innerhalb 1 goldenen Schildbords unter 1 silbernem Schildhaupt, darin 1 vierlätziger roter Turnierkragen, in Rot 6 mit je 1 silbernen? Pfahl belegte silberne Scheiben, 1:2:2:1 gestellt (citato in KHIF) |
|        | Balducci (Toscana) (DE) Innerhalb 1 goldenen Schildbords in Rot 1 silberner Balken, begleitet von 3 2:1 gestellten und mit je 1 blauen Pfahl belegten silbernen Scheiben (citato in KHIF) |
|        | Balducci (Toscana) (DE) Innerhalb 1 silbernen Schildbords in Rot 6 mit je 1 blauen Pfahl belegte silberne Scheiben, 1:2:2:1 gestellt (citato in KHIF) |
|        | Balducci (Toscana) (DE) In Blau 1 schwebender goldener Sechsberg, oben besetzt mit 1 silbernen Vogel (citato in KHIF) |
|        | Balducci (Gubbio) fascia di argento su rosso - 3 palle di oro poste 2,1 su rosso (citato in LEOM) |
|        | Balducci (Cesena) (la blasonatura non è stata ancora caricata) (citato in BLCW) Immagine in Blasone Cesenate. |
|        | Balducci da Carmignano (Firenze) Di..., al monte di sei cime di... (citato in ASFI) |
|        | Balducci delle Ruote (Firenze) D'azzurro, al monte di sei cime d'oro movente dalla punta, sostenente un leone dello stesso, tenente in palo un ramo d'argento alias D'azzurro, al monte di sei cime d'oro movente dalla punta, sostenente un leone dello stesso, tenente in palo un giglio da giardino d'argento (citato in ASFI) |
|        | Balducci d'Iacope (Toscana) (DE) In Gold 2 rotbewehrte abgerissene naturfarbene? Löwenpranken (citato in KHIF) |
|        | Balducci Pegolotti (Firenze) D'azzurro, a sei rose d'oro, 3.2.1 (citato in ASFI) alias D'azzurro, a sei rose d'argento, 3.2.1 (citato in ASFI) alias D'azzurro, a sei bisanti d'argento, 3.2.1, ciascuno caricato di una rosa del campo (citato in ASFI) alias D'azzurro, a sei tortelli di nero, 3.2.1, ciascuno caricato di una rosa d'argento (citato in ASFI) alias D'azzurro, a sei bisanti d'argento, posti in cinta, ciascuno caricato di una rosa del campo; con il capo di Santo Stefano (citato in ASFI) |
|        | Balducci Pegolotti (Toscana) (DE) In Blau 3 silberne achtspeichige Räder,1 silberbordierte silberne Scheibe belegt mit 1 roten Kreuz zwischen 2 silbernen achtspeichigen Räder und 1 silbernes achtspeichiges Rad, 3:3:1 gestellt (citato in KHIF) |
|        | Balduini (Veneto) (partito: nel 1º d'oro, al leone di rosso; nel 2º d'oro a tre bande di rosso) (citato in STBV) (immagine dello Stemmario reale di Baviera.) alias (partito: nel 1º di rosso, all'aquila d'oro; nel 2º d'oro a tre bande di rosso) (citato in STBV) (immagine dello Stemmario reale di Baviera.) |
|        | Balduini (Modena, Ferrara) (la blasonatura non è stata ancora caricata) (citato in UNFE) Immagine nella Biblioteca Estense Universitaria (id. 697). |
|        | Balduini o Bolduini (Bologna, Firenze, Lucca, Venezia) (la blasonatura non è stata ancora caricata) (citato in UNFE) Immagine nella Biblioteca Estense Universitaria (id. 5697). |
|        | Balduini o Bolduini (Bologna, Firenze, Lucca, Venezia) (la blasonatura non è stata ancora caricata) (citato in UNFE) Immagine nella Biblioteca Estense Universitaria (id. 5698). |
|        | Balduini (la blasonatura non è stata ancora caricata) (citato in UNFE) Immagine nella Biblioteca Estense Universitaria (id. 3749). |
|        | Balduini (Modena) (la blasonatura non è stata ancora caricata) (citato in UNFE) Immagine nella Biblioteca Estense Universitaria (id. 1601). |
|        | Balduini de Capris (Tirolo) Titolo: nobili del SRI, conti palatini di Trento, cavalieri aurati Di rosso, al becco rampante d'azzurro scaglioso d'argento, circondato dalla coda di un dragone d'oro in capo; il detto dragone sormontato da una croce trifogliata dello stesso. Cimiero: un dragone d'oro sormontato da una croce di dodici punte dello stesso (citato in DAlena) |

### Bale
| Stemma | Casato e blasonatura |
| ------ | --- |
|        | Balegno (Venezia) di rosso, a 6 bande d'argento (citato in GUCA – pag. 71 e in DAlena) |
|        | Balegno (Castagnole) Titolo: conti di Mussano, Pecetto; signori di Dorzano; consignori di Carpenea, Quincinetto (?), Villanova D'argento, al leone di rosso Motto: Ex balineo sanitas (citato in SUBL) |
|        | Balegno o Balegni (Rivoli) D'argento, al leone di rosso (citato in SUBL) |
|        | Balegno Aliberti Canale (Torino) Titolo: Signore di Carpenea d'azzurro, a quattro catene di argento legate in cuore ad un anello, il tutto d'oro Cimiero: una fenice sul suo rogo Motto: Sic vivam (citato in SPRE – Vol. I pag. 487) croce di Sant'Andrea formata da 4 catene di argento uscenti dagli angoli dello scudo legate in cuore ad un anello di oro su azzurro (citato in LEOM) |
|        | Balester o Balistreri (Sicilia) d'azzurro, alla balestra tesa d'oro, posta in palo (citato in Mango) |
|        | Balesteros (Sicilia) Titolo: barone di Bongiordano; marchese di Bongiordano d'azzurro con una banda di tre file a scacchi d'argento e di rosso, accompagnata da un leone d'oro posto nel 3° lato dello scudo che mira una balestra tesa posta nel primo lato dello scudo. Corona di marchese. (citato in NBSC) Notizie storiche in Famiglie nobili di Sicilia.                             |
|        | Balesti (Modena) (la blasonatura non è stata ancora caricata) (citato in UNFE) Immagine nella Biblioteca Estense Universitaria (id. 1583). |
|        | Balestra (Cesena) (la blasonatura non è stata ancora caricata) (citato in BLCW) Immagine in Blasone Cesenate. |
|        | Balestrazzi o Balestrieri (Malamocco, Venezia) (la blasonatura non è stata ancora caricata) (citato in UNFE) Immagine nella Biblioteca Estense Universitaria (id. 5699). |
|        | Balestreros o Ballesteros (Sicilia) Titolo: marchese di Bongiordano d'azzurro, alla banda scaccata d'argento e di rosso, di due file sormontata da un leone d'oro, impugnante con le zampe anteriori un arco armato di un dardo di nero. Corona di marchese (citato in SPRE – Vol. I pag. 490, in Mango e in NBSC) Notizie storiche in Famiglie nobili di Sicilia.                         |
|        | Balestri (Siena) Di..., alla balestra posta in palo al naturale (citato in ASFI) |
|        | Balestri (Modena, Ferrara) (la blasonatura non è stata ancora caricata) (citato in UNFE) Immagine nella Biblioteca Estense Universitaria (id. 666). |
|        | Balestri (Reggio Emilia) (la blasonatura non è stata ancora caricata) (citato in UNFE) Immagine nella Biblioteca Estense Universitaria (id. 3721). |
|        | Balestri (Modena) (la blasonatura non è stata ancora caricata) (citato in UNFE) Immagine nella Biblioteca Estense Universitaria (id. 1583). |
|        | Balestrier (Veneto) (di rosso, alla banda d'oro) (citato in STBV) (immagine dello Stemmario reale di Baviera.) alias (di rosso, alla banda d'oro, alla balestra d'argento, posta in banda e attraversante sul tutto) (citato in STBV) (immagine dello Stemmario reale di Baviera.) |
|        | Balestrier (Malamocco, Venezia) (la blasonatura non è stata ancora caricata) (citato in UNFE) Immagine nella Biblioteca Estense Universitaria (id. 7194). |
|        | Balestrieri (Venezia) balestra al naturale posta nel senso della pezza su banda di oro su rosso (citato in LEOM) |
|        | Balestrieri (Brescia) Arco in riposo rivolto troncato di rosso e di argento su troncato di argento e di rosso (citato in LEOM) Troncato di argento e di rosso alla balestra dell'uno all'altro, posta in palo. (citato in LONI) |
|        | Balestrini o Balestrino (Sicilia) d'oro, all'albero di nero, sostenuto dal leone rampante del medesimo (citato in Mango) |
|        | Balettai (Pisa) Trinciato: nel 1º semitagliato di verde e di rosso; nel 2º d'argento, alla stella a otto punte di...; con la banda di nero passata sulla trinciatura (citato in ASFI) |

### Bali
| Stemma | Casato e blasonatura |
| ------ | --- |
|        | Baliani o Bagliani (Casale) Titolo: marchesi del S.R.I.; consignori di Odalengo Piccolo D'oro alla croce d'azzurro, con il capo del secondo, cucito, carico di un'aquila coronata di nero, cucita alias Troncato, d'azzurro all'aquila d'argento e d'oro alla croce d'azzurro Motto: Hinc genus inde fides (citato in SUBL) |
|        | Balistrai (Pisa) Trinciato d'oro e di rosso, alla banda d'argento passata sulla trinciatura, e caricata di tre leoni leoparditi di rosso (citato in ASFI) |

### Ball
| Stemma | Casato e blasonatura |
| ------ | --- |
|        | Ballacchi o Balacchi (Santarcangelo di Romagna) Una banda accompagnata da tre palle, due in capo ed una in punta (citato in CROD) |
|        | Ballada (Verzuolo, Saluzzo) Titolo: Conte di San Roberto d'azzurro alla fascia d'argento, alzata, carica di un giglio del campo, accompagnata, in punta da un leopardo di argento (citato in SPRE – Vol. I pag. 488, in DAlena e in SUBL) giglio di azzurro su fascia di argento su azzurro - leopardo rampante di argento maculato di nero in basso su azzurro (citato in LEOM) Cimiero: leopardo d'oro, linguato di rosso, tenente un ramoscello di giglio di giardino, nascente Motto: A dieu soit tout |
|        | Balladore e Balladore Pallieri (Moretta (Cuneo), Torino) Titolo: Conte d'argento al leone di nero, col capo di rosso carico di tre bisanti d'oro ordinati in fascia (citato in SPRE – Vol. I pag. 488 e in SUBL) leone rampante di nero su argento - 3 palle di oro su rosso in capo (citato in LEOM) alias Partito, al 1° di Balladore, al 2° d'azzurro, a tre spighe di grano d'oro, una accostata all'altra, accompagnate in capo da un sole dello stesso (citato in SUBL) leone rampante di nero su argento - 3 palle di oro su rosso in capo - 3 spighe di oro in palo poste in fascia sole dello stesso in alto su azzurro (citato in LEOM) Motto: Non sine fructu |
|        | Balladoro (Verona) d'azzurro alla fascia accompagnata da tre palle (balle) una in capo e due in punta, il tutto d'oro (citato in SPRE – Vol. I pag. 488) fascia di oro su azzurro - 3 palle di oro su azzurro poste 1,2 (citato in LEOM) |
|        | Ballai (Sicilia) d'argento, alla banda di fusi accostati e accollati di rosso, accompagnata da sei gigli d'azzurro, ordinati in cinta (citato in Mango) |
|        | Ballaira o Balayra (Torino) Titolo: signori di Cocconato Di rosso, al liocorno d'argento passante, con il capo d'azzurro, cucito, carico di tre bisanti d'argento alias Inquartato, al 1° e 4° di rosso, al liocorno d'argento, furioso, al 2° e 3° d'azzurro, a tre bisanti d'argento alias Di rosso, al liocorno d'argento, furioso, con il capo d'azzurro, cucito, carico di tre bisanti d'argento Motto: Malis obsta (citato in SUBL) |
|        | Ballard o Ballardi o Balardi (Torino) Titolo: conti di Roccafranca D'argento al decusse di rosso, dentato, con il capo d'oro, cucito, carico di un'aquila coronata di nero (citato in SUBL) |
|        | Ballard o Ballardi, Balardi (da Avigliana e in Nizza Mare) Titolo: consignori di Castelnuovo (Châteauneuf). D'argento, allo scaglione di rosso, dentato, con il capo d'oro, cucito, carico di un'aquila coronata di nero alias Grembiato d'oro e di rosso, con il capo del primo, carico di tre speronelle (6), del secondo (citato in SUBL e in MOLA, p. 75) |
|        | Ballarin (Chioggia) (la blasonatura non è stata ancora caricata) (citato in Araldica gentilizia (archiviato dall'url originale il 19 marzo 2005).) |
|        | Ballarini o Ballarin (Francia) Di rosso, alla rupe d'argento, movente dalla punta, sostenente un'aquila, di nero, membrata d'oro, sorante (citato in SUBL) |
|        | Ballarini (Treviso) banda doppioscalinata di argento su azzurro - 2 rose di oro poste in sbarra su azzurro (citato in LEOM) |
|        | Ballaroto o Bellaroto (Napoletano) Titolo: barone di Campoallegro; marchese di Bellaroto (d'azzurro, al sole d'oro) (citato in NBNA) |
|        | Ballaroto (Sicilia) Titolo: Marchese Mendozza o Cavallaro, della Scannatura d'azzurro con un sole d'oro. Corona di marchese. (citato in NBSC) Notizie storiche in Famiglie nobili di Sicilia. |
|        | Ballastri (Veneto) (la blasonatura non è stata ancora caricata) (citato in STBV) (immagine dello Stemmario reale di Baviera.) |
|        | Ballastri (Veneto) (d'oro, alla banda scaccata d'argento e d'azzurro) (citato in STBV) (immagine dello Stemmario reale di Baviera.) |
|        | Ballati (Siena) d'azzurro alla banda d'oro accompagnata in capo da una stella di sei raggi dello stesso (citato in SPRE – Vol. I pag. 489) D'azzurro, alla banda d'oro, accompagnata nel capo da una stella a sei punte dello stesso (citato in ASFI) banda di oro su azzurro - stella (6 raggi) di oro in alto a destra su azzurro (citato in LEOM) alias D'azzurro, alla banda d'oro, accompagnata nel capo da una stella a otto punte dello stesso (citato in ASFI) |
|        | Ballati Nerli (Firenze, Siena) inquartato: al 1º e al 4º d'azzurro alla banda d'oro accompagnata in capo da una stella di sei raggi dello stesso (Ballati); al 2º e al 3º palato di argento e di rosso alla fascia d'oro attraversante (Nerli) (citato in SPRE – Vol. I pag. 489) banda di oro su azzurro - stella (6 raggi) di oro in alto a destra su azzurro - fascia di oro su palato di argento e di rosso (citato in LEOM) Cimiero: un'aquila di nero coronata d'oro, tenente nel becco una stella dello stesso |
|        | Ballati Nerli (Siena) Partito: nel 1º d'azzurro, alla banda d'oro accompagnata in capo da una stella a cinque punte dello stesso; nel 2º d'argento, a tre pali di rosso e alla fascia attraversante d'oro alias Inquartato: nel 1º e 4º d'azzurro, alla banda d'oro accompagnata in capo da una stella a sei punte dello stesso; nel 2º e 3º d'argento, a tre pali di rosso e alla fascia attraversante d'oro (citato in ASFI) |
|        | Ballati Nerli (Firenze, Siena) banda di oro su azzurro - stella (6 raggi) di oro in alto su azzurro - fascia di oro su 2 pali di rosso su argento - fascia di oro su 2 pali di argento su rosso (citato in LEOM) |
|        | Ballati Nerli (Mantova) Titolo: marchesi di Castelletto d'Erro, Villa S. Secondo Inquartato, al 1° e 4° d'azzurro, alla banda d'oro, accompagnata da una stella dello stesso, in capo (Ballati), al 2° e 3° palato d'argento e di rosso, con la fascia d'oro attraversante (Nerli) alias Inquartato, al 1° e 4° d'argento a quattro pali di rosso, con la fascia d'oro, inclinata in sbarra, attraversante (Nerli); al 2° e 3° d'azzurro alla fascia di rosso, inclinata in sbarra, accompagnata, nei contorni destri del capo e sinistri della punta, da due stelle d'oro alias Inquartato, al 1° e 4° palato d'argento e di rosso, con la fascia d'oro attraversante (Nerli); al 2° e 3° d'azzurro alla fascia d'oro, inclinata in banda, accompagnata in capo da una stella d'argento (citato in SUBL) |
|        | Ballatini (Veneto) (contrabandato in fascia d'argento e di rosso) (citato in STBV) (immagine dello Stemmario reale di Baviera.) alias (troncato di rosso e d'argento, a tre bande dall'uno all'altro) (citato in STBV) (immagine dello Stemmario reale di Baviera.) |
|        | Ballatini (Bologna) tronco di ulivo al naturale su ristretto dello stesso su argento - uccello di nero di profilo rivolto su uno dei 4 rami dell'olivo - capo d'Angiò (citato in LEOM) |
|        | Balleani di argento alla fascia di rosso, accompagnata in capo da un sinistrocherio uscente dalla sinistra dello scudo, vestito di rosso e tenente con la mano di carnagione un arbusto di verde accostato da due stelle (8) d'oro, e in punta da un tronco di verde nodoso, posto in banda (citato in SPRE – Vol. III pag. 626) |
|        | Balleani (Siena) Troncato: nel 1º d'azzurro, al destrocherio di carnagione vestito di rosso, uscente da una nube d'argento che muove dal fianco sinistro dello scudo, e tenente un ramo di palma di verde accostato da due stelle a otto punte d'oro; nel 2º d'argento, al tronco nodoso di verde posto in fascia; alla fascia diminuita di rosso, passata sulla troncatura (citato in ASFI) |
|        | Ballerini (Roma) Titolo: conti Troncato, al 1° d'oro, al leone illeopardito, al naturale, al 2° bandato d'argento e di rosso, di sei pezzi, le bande di rosso caricate ciascuna da un bisante d'oro (citato in SUBL) |
|        | Ballero (Sardegna) (la blasonatura non è ancora caricata) (citato in NBSD) |
|        | Ballero (Oristano, Cagliari, Alghero, Torino) Spaccato: nel 1° d'azzurro all'aquila al naturale coronata d'oro; nel 2° d'argento al monte di 3 cime al naturale, sormontato da una colomba al naturale avente nel becco un ramo d'olivo fogliato di verde, con la fascia d'oro sulla partizione caricata di 3 rose rosse (citato in DAlena) alias 3 rose di rosso su fascia di oro su troncato di azzurro e di argento - aquila al naturale coronata di oro su azzurro - colomba della pace al naturale su monte a 3 cime di argento uscente dalla punta su argento (citato in LEOM) |
|        | Ballestrero (Piemonte, Prussia) Titolo: Conte di Castellengo troncato d'oro e di rosso, al satiro col turcasso ad armacollo, tenente un dardo nella destra e l'arco nella sinistra al naturale (citato in SPRE – Vol. I pag. 490) satiro al naturale con faretra (turcasso) ad armacollo con freccia in destra e arco in riposo in sinistra su troncato di oro e di rosso (citato in LEOM) Cimiero: braccio vestito d'azzurro e di rosso, tenente, colla mano di carnagione, un dardo d'oro Motto: Nulla me terrent |
|        | Ballestrero o von Ballestrem (Prussia) Inquartato, al 1° e 4° d'argento, all'aquila di nero, membrata e coronata d'oro, al 2° e 3° di rosso, alla torre d'argento, aperta d'azzurro, fondata sulla pianura di verde, sul tutto d'oro, alla figura di uomo, posta di fronte, vestito alla spagnuola di nero, tenente nella destra un arco di rosso, con la mano sinistra appoggiata al fianco Motto: Nulla me terrent (citato in SUBL) |
|        | Ballestreros o Balestreros (Palermo) banda scaccata (2file) di rosso e di argento su azzurro - leone passante di oro sulla banda impugnante tra le anteriori un arco armato di freccia di nero in alto a destra su azzurro (citato in LEOM) |
|        | Balliani (Casale) Titolo: conti palatini D'azzurro, a quattro fasce ondate, di verde, alla banda attraversante d'argento, interzata e orlata di verde, caricata di sei stelle (8) d'oro, tre e tre sull'argento, con il capo d'oro, carico di un'aquila coronata, di nero (citato in SUBL) |
|        | Ballini (Livemmo, Brescia) (la blasonatura non è stata ancora caricata) (citato in Piovanelli) |
|        | Balliotti (Sicilia) d'oro, a tre fasce di rosso, quella di mezzo accompagnata da sei palle di ferro, situate tre in capo e tre in punta (citato in Mango) |
|        | Ballo o De Ballis (Sicilia) Titolo: barone di Avola, Calattuvo, Bonfornello d'azzurro, alla banda d'oro, caricata da tre palle di nero (citato in Mango) d'azzurro con una banda d'oro caricata da tre palle nere:lo scudo contrassegnato da elmo di barone con lambrechini volanti (citato in NBSC) Notizie storiche in Famiglie nobili di Sicilia. |
|        | Ballonio o Ballone (Sicilia) d'azzurro, al leone d'oro, armato e lampassato di rosso, col capo cucito dello stesso, caricato da un cuore d'argento, accostato da due rose dello stesso (citato in Mango) |
|        | Ballotta (Siena) Grifone (citato in DAlena) |

### Bals
| Stemma | Casato e blasonatura |
| ------ | --- |
|        | Balsamo (Messina) Titolo: barone di Cattafi; marchese della Limina, Montefiorito; principe di Roccafiorita, Castellaci semipartito di oro e di rosso, troncato d'azzurro all'uccello margone del suo colore, posto nel primo; posato sullo spaccato (citato in SPRE – Vol. I pag. 491) semipartito e spaccato; al 1° d'oro, all'uccello margone del suo colore, posato sullo spaccato; al 2° di rosso; al 3° d'azzurro (citato in Mango) diviso, nel 1° con un margone di nero in campo d'oro partito di rosso; nel 2° d'azzurro. Corona di principe (citato in NBSC) Notizie storiche in Famiglie nobili di Sicilia. |
|        | Balsamo (Messina) Titolo: barone della Statera, principe di Castellaci partito: nel 1º semipartito di oro e di rosso, troncato d'azzurro all'uccello margone del suo colore, posto nel primo; posato sullo spaccato (Balsamo); nel 2º d'azzurro, alla vipera d'oro (Viperano) (citato in SPRE – Vol. I pag. 491 e in PRTS) uccello margone al naturale posato sulla partizione su oro - rosso pieno - azzurro pieno - vipera posta in fascia ondeggiante di oro su azzurro (citato in LEOM) |
|        | Balsamo (Cosenza) Partito d'oro e di rosso, il 1° caricato di un uccello di nero (citato in DAlena e in BLCL) |
|        | Balsamo e Balsamo Crivelli (Milano) Titolo: signori di Terdobbiate Troncato d'argento e di rosso, a due viti nutrite nella pianura erbosa, con i tralci decussati tre volte alias Troncato d'argento e di rosso, a due viti nutrite nella pianura erbosa, al naturale, con i tralci decussati tre volte (citato in SUBL) |
|        | Balsamo (Brindisi) Titolo: conti d'azzurro alla torre d'argento, dalla cima della quale escono tre spighe di frumento d'oro, sostenuta da due leoni d'oro affrontanti, il tutto sulla campagna sbarrata d'azzurro e di rosso (citato in PRTS) 2 leoni controrampanti di oro a una torre di argento cimata da 3 spighe di oro su azzurro - campagna sbarrata di azzurro e di rosso (citato in LEOM) |
|        | Balsamo (Roma) 3 crocette di Malta di azzurro su banda di argento su rosso - stella (6 raggi) di oro in alto a destra su rosso - luna montante di oro in basso a sinistra su rosso (citato in LEOM) |
|        | Balsamo Crivelli (Milano, Torino) troncato di argento e di rosso a due tralci di vite, nudriti nella pianura, decussati, con pampini ed 8 grappoli di uva nera al naturale, attraversanti i due campi (citato in SPRE – Vol. I pag. 491) 2 tralci di vite al naturale incrociati 2 volte e fruttati di nero su terrazzo di verde su troncato di argento e di rosso (citato in LEOM) |
|        | Balsamo di Loreto (Napoli) troncato: di rosso e di nero al capo palo d'argento carico di una colomba al naturiale (citato in SPRE – Vol. I pag. 491) colomba al naturale su capo palo di argento sul rosso del troncato di rosso e di nero (citato in LEOM) |
|        | Balsamo di Specchia (Napoli) semipartito troncato: nel 1º partito a destra d'oro all'aquila di nero coronata del medesimo posta in banda, ed a sinistra di oro a tre pali di rosso; nel 2º d'azzurro ad un cane passante al naturale portando sul dorso un piccolo vaso di oro (citato in SPRE – Vol. I pag. 492) aquila coronata di nero posta in banda su oro - 3 pali di rosso su oro - cane passante al naturale piccolo vaso di oro sul dorso su azzurro (citato in LEOM) |
|        | Balsano (Molise) D'oro al monte di nero, sormontato da un cavallo di rosso (citato in DAlena) |
|        | Balsano (Palermo) Titolo: barone di Daina e Opezzinga di oro, al monte di nero, sormontato da un cavallo di rosso (citato in SPRE – Vol. I pag. 492, in DAlena, in PRTS e in NBSC) cavallo rampante di rosso su monte di nero uscente dalla punta su oro (citato in LEOM) Notizie storiche in Famiglie nobili di Sicilia. Ulteriori notizie storiche in Famiglie nobili di Sicilia. |
|        | Balsano (Palermo) cavallo rampante galoppante di nero poggiante sul monte destro in basso del monte a 3 cime di argento uscente dalla punta su oro (citato in LEOM) |
|        | Balsimelli (Firenze) Troncato: nel 1º d'oro, all'aquila dal volo spiegato di nero, coronata del campo; nel 2º d'argento, a due piante di verde, nodrite sul terreno al naturale, con gli steli decussati, ciascuno fruttato di due spighe ricadenti d'oro (citato in ASFI) |
|        | Balsimi (Firenze) D'azzurro, alla croce di sant'Andrea d'argento (citato in ASFI) |
|        | Balsimini (Firenze) Di..., alla banda di... (citato in ASFI) |
|        | Balsimini (Toscana) (DE) In Blau 1 silbernes Schrägkreuz (citato in KHIF) |
|        | Balsimini (Toscana) (DE) In Silber 1 blauer Humpen (citato in KHIF) |
|        | Balsimini Boffi (Toscana) (DE) 1 Schrägbalken (citato in KHIF) |
|        | Balsorano (Messina) Grifone (citato in DAlena) |

### Balu
| Stemma | Casato e blasonatura |
| ------ | --- |
|        | Baluchini (Burano, Venezia) (la blasonatura non è stata ancora caricata) (citato in UNFE) Immagine nella Biblioteca Estense Universitaria (id. 7134). |
|        | Baluchini (Burano, Torcello, Venezia) (la blasonatura non è stata ancora caricata) (citato in UNFE) Immagine nella Biblioteca Estense Universitaria (id. 5701). |
|        | Baluffi (Montesicuro (Marche)) di azzurro alla fascia di argento caricata di tre palle di rosso, accompagnata in capo da un'aquila di nero coronata di oro, ed in punta da 2 cigni di argento soranti accostati posti sopra un fiume al naturale in punta, e fissanti 2 stelle di argento messe sotto la fascia verso destra (citato in SPRE – Vol. I pag. 492) 3 palle di rosso su fascia di argento su azzurro - aquila di nero coronata di oro su azzurro in alto - 2 cigni soranti di argento sopra un fiume al naturale su azzurro - 2 stelle (6 raggi) poste in fascia di argento in alto a sinistra su azzurro (citato in LEOM) |
|        | Balugoli di rosso, a tre crescenti montanti d'argento (citato in MONT – pag. 106) |
|        | Balugoli (Modena, Ferrara) (la blasonatura non è stata ancora caricata) (citato in UNFE) Immagine nella Biblioteca Estense Universitaria (id. 601). |
|        | Balugoli (Modena) (la blasonatura non è stata ancora caricata) (citato in UNFE) Immagine nella Biblioteca Estense Universitaria (id. 3616 e id. 1278). |

### Balz
| Stemma | Casato e blasonatura |
| ------ | --- |
|        | Balzani (Bologna) d'azzurro, a due cosce recise e sanguinose di daino al naturale decussate, al capo di rosso caricato di due gigli d'argento (citato in GUCA – pag. 222 e in DAlena) |
|        | Balzani (Roma) d'azzurro a due gambe di cavallo poste in croce di S. Andrea, recise di rosso, col capo d'Angiò (citato in SPRE – Vol. I pag. 492) 2 gambe di cavallo poste in croce di Sant'Andrea al naturale recise di rosso su azzurro - capo d'Angiò (citato in LEOM) |
|        | Balzani (la blasonatura non è stata ancora caricata) (citato in UNFE) Immagine nella Biblioteca Estense Universitaria (id. 4366). |
|        | Balzani (Firenze) Di..., al castello (o torre) turrito di due pezzi di... alias Di..., al castello (o torre) turrito di due pezzi di..., le due torri sormontate da due gigli di... (citato in ASFI) |
|        | Balzani (Cesena) (la blasonatura non è stata ancora caricata) (citato in BLCW) Immagine in Blasone Cesenate. |
|        | Balzano (Napoletano) d'azzurro, al cavallo spaventato d'oro, mirante una stella d'argento posta nel cantone (citato in STVS) |
|        | Balzelli (Siena) D'azzurro, alla sbarra d'oro caricata di tre palle del campo, e accompagnata da due crescenti montanti d'oro, uno nel cantone destro del capo, l'altro nel cantone sinistro della punta alias D'azzurro, alla sbarra d'oro caricata di tre tortelli del campo, e accompagnata da due crescenti montanti d'oro, uno nel cantone destro del capo, l'altro nel cantone sinistro della punta (citato in ASFI) |
|        | Balzetti (Fossano) D'oro, a tre bande di rosso, con la fascia del primo, carica di sette rose(?) di rosso, le tre centrali male ordinate, quelle di destra disposte in sbarra, quelle di sinistra in banda (citato in SUBL) |

### Bam
| Stemma | Casato e blasonatura |
| ------ | --- |
|        | Bambagini (Firenze) Partito: nel 1º d'oro, alla fascia di rosso, e all'uccello al naturale posato su un monte di sei cime di verde movente dalla pezza, accompagnato nel capo dallo scudetto del Popolo fiorentino; nel 2º troncato: a/ d'oro, alla torre fondata sul terreno e cimata da un gallo, il tutto al naturale, b/ d'azzurro, al torsello d'argento sormontato da una stella a sei punte d'oro (citato in ASFI) |
|        | Bambagini dal Monte (Firenze) D'oro, alla colomba d'argento tenente nel becco un ramoscello di olivo al naturale, posata su un monte di sei cime d'argento, movente dalla fascia abbassata di rosso; il tutto sormontato dallo scudetto del Popolo fiorentino alias D'azzurro, alla colomba d'argento tenente nel becco un ramoscello d'olivo di verde, posata su un monte di sei cime d'oro; con il capo d'oro, caricato dello scudetto rotondo del Popolo fiorentino alias Di..., all'uccello di... volante sopra un monte di sei cime di...; con il capo di... caricato dello scudetto rotondo del Popolo fiorentino (citato in ASFI) |
|        | Bambasi (Emilia) Grifone (citato in DAlena) |
|        | Bambasi (Modena, Ferrara) (la blasonatura non è stata ancora caricata) (citato in UNFE) Immagine nella Biblioteca Estense Universitaria (id. 664). |
|        | Bambasi (la blasonatura non è stata ancora caricata) (citato in UNFE) Immagine nella Biblioteca Estense Universitaria (id. 3719). |
|        | Bambasi (Modena) (la blasonatura non è stata ancora caricata) (citato in UNFE) Immagine nella Biblioteca Estense Universitaria (id. 1424). |
|        | Bambelli (Firenze) Di rosso, a due gigli fustati decussati d'oro, ciascuno accollato da un corno da caccia d'argento (o di nero), legato dello stesso (citato in ASFI) |
|        | Bamberini (Firenze) Trinciato d'azzurro e d'oro, alla banda di rosso passata sulla trinciatura, accompagnata nel 1º da due stelle a otto punte d'oro, ordinate nel senso della banda, e nel 2º da una lettera R maiuscola di nero (citato in ASFI) |
|        | Bambi e Banbi del Lion Bianco (Firenze) D'oro, alla fascia d'azzurro caricata di un cuore e accompagnata in capo da due cuori e in punta da un castello aperto del campo, il tutto di rosso (citato in ASFI) ](DE) In Gold 1 blauer Balken belegt mit 1 roten Herz, begleitet oben von 2 einander zugewendeten roten Herzen nebeneinander, unten von 1 aus dem unteren Schildrand hervorkommenden zweitürmigen roten Burg (citato in KHIF) |
|        | Bambini (Firenze) D'azzurro, alla branca di leone d'oro posta in palo (citato in ASFI) |
|        | Bambini (Cosenza) D'azzuro alla decusse d'oro accompagnata da 2 stelle dello stesso, una in capo ed una in punta (citato in DAlena) |
|        | Bambocci (Firenze) Troncato d'azzurro e d'argento, alla stella a otto punte d'oro nel primo, e alla bilancia dello stesso nel secondo; con la fascia di rosso passata sulla troncatura (citato in ASFI) (DE) Durch 1 roten Balken blau-silber geteilt, oben 1 achtstrahliger goldener Stern, der Balken unten besetzt mit 1 goldenen Waage (citato in KHIF) |

### Ban
| Stemma | Casato e blasonatura |
| ------ | --- |
|        | Bana (Val Brembana) Inquartato d'argento e di rosso, sul tutto d'argento all'aquila di nero (citato in Stemmi della Val Brembana. URL consultato il 9 gennaio 2013 (archiviato dall'url originale il 6 gennaio 2013).) |
|        | Banadelli (Cesena) (la blasonatura non è stata ancora caricata) (citato in BLCW) Immagine in Blasone Cesenate. |
|        | Banbazini (Isola, Venezia) (la blasonatura non è stata ancora caricata) (citato in UNFE) Immagine nella Biblioteca Estense Universitaria (id. 7200), su bibliotecaestense.beniculturali.it. URL consultato il 10 dicembre 2020 (archiviato dall'url originale il 5 marzo 2016). |
|        | Banchelli (Prato) Di rosso, alla banda d'argento, accompagnata in capo da un giglio d'oro alias Di rosso, alla banda d'argento (citato in ASFI) |
|        | Banchelli (Toscana) (DE) In silber-rot gespaltenem Feld 2 gestürzte Schwerter in verwechselten Tinkturen (citato in KHIF) |
|        | Banchelli (Toscana) (DE) 3 hermelinähnliche Figuren 2:1 gestellt und oben überdeckt von 1 Binde (citato in KHIF) |
|        | Bancherio (Sicilia) d'oro, alla banda di rosso (citato in Mango e in NBSC) Notizie storiche in Famiglie nobili di Sicilia. |
|        | Banchi (Firenze) Troncato di... e di..., il primo caricato a destra di una croce di Sant'Andrea gigliata di... alias Troncato di... e di..., il primo caricato a destra di due bastoni doppiogigliati decussati di... (citato in ASFI) |
|        | Banchi (Firenze, Prato) D'azzurro, alla croce ancorata d'oro (citato in ASFI) |
|        | Banchi (Toscana) (DE) Unter 1 blauen Schildhaupt, darin 1 vierlätziger roter Turnierkragen mit je 1 goldenen Lilie zwischen den Lätzen (Capo d'Angiò), in Rot 1 goldener Balken, belegt mit 1 roten Kreuz zwischen 2 roten Lilien (citato in KHIF) |
|        | Banchi (Toscana) (DE) In Silber 1 unten endgespitztes rotes Kreuz (citato in KHIF) |
|        | Banchi dell'Abbaco (Firenze) D'azzurro, alla tavoletta d'abbaco d'argento, bordata di rosso e marcata di due punti dello stesso alias Troncato di... e di..., il primo caricato di due palle poste in fascia di... alias Troncato d'oro e di rosso, a tre palle, 2.1, dell'uno nell'altro alias Troncato d'oro e di rosso, a tre palle, 2.1, dell'uno nell'altro, con la fascia di..., attraversante sulla troncatura (citato in ASFI) |
|        | Banchi dell'Abbaco (Toscana) (DE) In Blau 1 goldenes Mühleisenkreuz (citato in KHIF) |
|        | Banchieri (Pistoia, Lucca, Tortona, Napoli) Titolo: Patrizi di Pistoia (mf), Patrizi di Ferrara (m) d'oro a un monte di sei cime di verde sorgente dal mare ondoso e sostenente una aquila spiegata di nero e due garofani d'argento gambuti e fogliati di verde moventi dalle due cime laterali più basse (citato in SPRE – Vol. I pag. 495) monte a 6 cime di verde uscente da mare di argento ondato di azzurro cimato da - aquila di nero su oro - 2 garofani di argento stelati di verde uscenti dai lati del monte su oro (citato in LEOM) |
|        | Banchieri (Feltre, Valdobbiadene, Treviso, Lonigo) Titolo: Nobile troncato: con la fascia di argento sulla partizione; il 1º di rosso al leone d'oro illeopardito, tenente uno schioppo al naturale, posto in banda; il 2º d'oro al giglio di azzurro (citato in SPRE – Vol. I pag. 495) fascia di argento su troncato di rosso e di oro - leone passante di oro con fucile al naturale in destra su rosso - giglio di azzurro su oro (citato in LEOM) Cimiero: il leone del campo nascente |
|        | Banchieri (Pistoia, Lucca, Tortona, Napoli) Titolo: Patrizi di Pistoia (mf), Patrizi di Ferrara (m) d'azzurro, al monte di sei cime d'argento, con due garofani d'oro, gambuti di verde, nodriti dalle cime laterali del monte, movente dal mare d'argento in punta, cimato dall'aquila di nero (citato in MONT – pag. 106) |
|        | Banchieri (Pistoia) (DE) In gold-gold geteiltem Feld oben 1 silberner Sechsberg, besetzt mit 1 roten Adler und schräg und schräglinks besetzt mit 2 natürlichen roten Rosen, unten 3 blaue Wellenbalken (citato in KHIF) |
|        | Banchieri (Livorno) Di rosso, a due chiavi decussate d'oro, con gli ingegni in alto; e alla fascia diminuita attraversante d'azzurro, caricata di una stella a otto punte d'oro (citato in ASFI) |
|        | Banchieri (Pistoia) Troncato: nel 1º d'oro, all'aquila dal volo abbassato di nero, sostenuta da un monte di sei cime d'azzurro movente dalla partizione, e accostata da due rami di rosaio di verde fioriti di rosso, nodriti sulle cime laterali del monte; nel 2º d'oro, a due fasce ondate d'azzurro alias Troncato: nel 1º d'oro, all'aquila dal volo spiegato di nero, sostenuta da un monte di sei cime d'azzurro movente dalla partizione, e accostata da due rami di rosaio di verde fioriti di rosso, nodriti sulle cime laterali del monte; nel 2º d'oro, a due fasce ondate d'azzurro alias D'oro, all'aquila dal volo spiegato di nero, sostenuta da un monte di sei cime di verde sorgente dal mare al naturale, e accostata da due gigli di giardino pure al naturale, nodriti sulle cime laterali del monte (citato in ASFI) |
|        | Banchini (Colle) Di..., alla banda di..., sormontata da una stella a otto punte di... (citato in ASFI) |
|        | Banchini (Toscana) (DE) In Silber 1 roter Schrägbalken, im linken Obereck begleitet von 1 achtstrahligen roten Stern (citato in KHIF) |
|        | Banchini (Toscana) (DE) In Blau 2 gekreuzte goldene Pflanzen (citato in KHIF) |
|        | Banchini (Toscana) (DE) Silber-rot im Zinnenschnitt geteilt, oben 1 rotes Kreuz (citato in KHIF) |
|        | Banci (Bologna) (la blasonatura non è riportata) (citato in DOLF – pag. 71) |
|        | Banco di Tosto (Firenze) Di rosso, al crescente montante d'argento (citato in ASFI) |
|        | Bancozzi (Firenze) D'azzurro, a tre catene d'oro poste in banda (citato in ASFI) (DE) In Blau 3 goldene Ketten schrägbalkenweise (citato in KHIF) |
|        | Bancozzi o Banchozzi (Toscana) (DE) In Blau innerhalb 1 goldenen Innenbords 3 goldene Ketten schrägbalkenweise (citato in KHIF) |
|        | Bandello (Castelnuovo Scrivia ?) Titolo: consignori di Castelnuovo Scrivia? Bandato di verde e d'argento, con il capo d'oro, carico di un'aquila coronata, di nero (citato in SUBL) |
|        | Bandeni (Firenze) Di rosso, alla fascia d'argento caricata di una crocetta del campo posta in mezzo a due gigli dello stesso, e accompagnata in capo da un lambello a tre pendenti d'oro alias Di rosso, alla fascia d'argento caricata di una crocetta del campo posta in mezzo a due gigli dello stesso, e accompagnata in capo da un lambello a quattro pendenti d'oro (DE) In Rot 1 silberner Balken, belegt mit 1 roten Kreuz zwischen 2 roten Lilien und oben begleitet von 1 vierlätzigen goldenen Turnierkragen (citato in KHIF) alias Di rosso, alla fascia d'argento caricata di una crocetta del campo posta in mezzo a due gigli dello stesso, e accompagnata in capo da un lambello a cinque pendenti d'oro (citato in ASFI)                                                                                                   |
|        | Banderi (Modena, Ferrara) (la blasonatura non è stata ancora caricata) (citato in UNFE) Immagine nella Biblioteca Estense Universitaria (id. 637). |
|        | Banderi (Modena) (la blasonatura non è stata ancora caricata) (citato in UNFE) Immagine nella Biblioteca Estense Universitaria (id. 1569). |
|        | Bandi o Bandi Guardini o Guardini (Toscana) (DE) In Blau 1 goldener Stier mit unterschlagenem Schwanz, begleitet oben von 2 achtstrahligen goldenen Sternen (citato in KHIF) |
|        | Bandi (Cesena) (la blasonatura non è stata ancora caricata) (citato in BLCW) Immagine in Blasone Cesenate. |
|        | Bandiera (Sicilia) troncato, nel 1° d'azzurro, al braccio destro armato al naturale, la mano di carnagione impugnante una bandiera di rosso, astata d'oro, svolazzante a sinistra; nel 2° di rosso, a due bande d'argento (citato in Mango) |
|        | Bandieri (Firenze) Di rosso, al destrocherio armato al naturale, impugnante una spada alta dello stesso, e accompagnato in capo da tre stelle a otto punte d'oro, 1.2 (citato in ASFI) |
|        | Bandieri (Toscana) (DE) In Rot 1 aus dem rechten Schildrand hervorkommender geharnischter Rechtarm, 1 naturfarbenes Schwert haltend und oben begleitet von 3 achtstrahligen goldenen Sternen 2:1 gestellt (citato in KHIF) |
|        | Bandieri (Pisa) Troncato cuneato d'oro e d'azzurro, al grifone passante di nero nel primo (citato in ASFI) |
|        | Bandimani (Francia) D'argento a 3 anatrelle di nero poste 2 e 1 (citato in DAlena) |
|        | Bandinelli (Firenze) D'oro, alla croce dell'Ordine di San Giacomo di Spagna di rosso, accantonata nel 1º, nel 2º e nel 4º da un giglio d'azzurro, e nel 3º da una palla di rosso alias D'azzurro, alla croce dell'Ordine di San Giacomo di Spagna di rosso, accantonata nel 1º, nel 3º e nel 4º da un giglio d'oro, e nel 2º da una palla di rosso (citato in ASFI) |
|        | Bandinelli (Siena) D'oro, diaprato dello stesso (citato in ASFI) alias D'oro, alla rotella (o torta) d'azzurro posta nel cantone destro del capo (citato in ASFI) alias D'oro, diaprato dello stesso, alla rotella (o torta) d'azzurro posta nel cantone destro del capo, caricata di un cavaliere armato sul cavallo corrente, il tutto d'argento (citato in ASFI) alias (la blasonatura non è stata ancora caricata) (citato in UNFE) Immagine nella Biblioteca Estense Universitaria (id. 3426). alias D'azzurro, a due fasce diminuite, accompagnate da tre conchiglie, 2.1, il tutto d'oro; e al capo dell'Impero (citato in ASFI) |
|        | Bandinelli (Cesena) (la blasonatura non è stata ancora caricata) (citato in BLCW) Immagine in Blasone Cesenate. |
|        | Bandinelli o Bandinelli Paparoni (Siena) d'oro diaprato (citato in GUCA – pag. 228 e in MONT - pag. 124) |
|        | Bandinelli Paparoni (già Bianchi) (Siena) d'oro diaprato accompagnato nell'angolo destro da un tortello d'azzurro caricato di un cavaliere passante di argento (citato in SPRE – Vol. I pag. 496 e Vol. II pag. 424) cavaliere passante di argento su cerchio di azzurro in alto a sinistra su - oro diaprato dello stesso (citato in LEOM) |
|        | Bandini (Camerino) d'oro allo scudetto di rosso caricato di una croce potenziata di argento, e circondato da due serpenti di verde con le code e le teste decussate (citato in SPRE – Vol. I pag. 496) croce potenziata di argento su scudetto circolare di rosso accerchiato da - 2 serpenti di verde incrociati con le teste e con le code formanti la bordura stessa su oro (citato in LEOM) Cimiero: due braccia di carnagione, levate in alto e con le mani congiunte in atto di preghiera Motto: Laus Deo! |
|        | Bandini (Bologna) d'azzurro, a quattro catene d'argento moventi dai quattro angoli dello scudo e unite in cuore da un anello dello stesso; al capo di (?) caricato di tre rose di rosso (citato in DOLF – pag. 76) |
|        | Bandini troncato sopra d'argento alla croce di rosso, sotto di rosso a due bande d'argento (citato in SPRE – Vol. III pag. 498) |
|        | Bandini (Firenze) D'argento, alla fascia di rosso (citato in ASFI) |
|        | Bandini (Firenze) D'azzurro, al toro furioso d'oro, tenente uno stelo fogliato e spigato dello stesso (citato in ASFI) |
|        | Bandini (Firenze) D'argento, a tre bande di rosso (DE) In Silber 3 rote Schrägbalken (citato in KHIF) alias Bandato di rosso e d'argento (citato in ASFI) |
|        | Bandini (Pistoia) Interzato in fascia: nel 1º di rosso pieno; nel 2º d'azzurro, a due pali increspati d'oro; nel 3º d'oro pieno alias Interzato in fascia: nel 1º di rosso pieno; nel 2º d'argento, a due pali increspati d'oro; nel 3º d'oro pieno (citato in ASFI) |
|        | Bandini (Siena) D'azzurro, alla banda d'argento caricata di due teste d'aquila affrontate di nero, controbeccanti un bisante d'oro; con il capo dell'Impero (citato in ASFI) |
|        | Bandini (Siena) D'azzurro, alla banda d'argento caricata di due teste d'aquila di nero, linguate di rosso, affrontate e ingollanti una sfera d'oro; col capo d'oro, caricato di un'aquila spiegata di nero. (citato in SPRE Vol. VII) 2 teste di aquila di nero afferranti palla di oro su banda di argento su azzurro - aquila di nero su oro in capo (citato in LEOM) |
|        | Bandini (Spoleto) 4 catene uscenti dagli angoli dello scudo unite in cuore ad un anello di argento su azzurro - 3 rose di argento su azzurro in capo (citato in LEOM) |
|        | Bandini (la blasonatura non è stata ancora caricata) (citato in UNFE) Immagine nella Biblioteca Estense Universitaria (id. 4267). |
|        | Bandini (Cesena) (la blasonatura non è stata ancora caricata) (citato in BLCW) Immagine in Blasone Cesenate. |
|        | Bandini Piccolomini (Siena) Inquartato: nel primo e nel quarto d'argento, alla croce d'azzurro, caricata di cinque crescenti d'oro: nel secondo e nel terzo d'azzurro, alla banda d'argento, caricata di due teste d'aquila di nero, rostrate d'oro, affrontate e ingollanti una sfera dello stesso; il tutto abbassato sotto un capo d'oro, caricato di un'aquila spiegata di nero. (citato in BICC Tavola 119 pag. 278) |
|        | Bandini (Siena) D'azzurro, alla banda d'argento caricata di due teste d'aquila affrontate di nero, rostrate d'argento, controbeccanti un bisante d'oro; con il capo dell'Impero (Immagine nella Raccolta stemmi Trippini (JPG).) |
|        | Bandini (Sarteano) (la blasonatura non è stata ancora caricata) (citato in BNDD) Immagine ne L'araldica sarteanese nei secoli. |
|        | Bandini (Toscana) (DE) In Silber 4 rote Schrägbalken (citato in KHIF) |
|        | Bandini (Toscana) (DE) In Silber 3 rote Schrägbalken, im linken Obereck begleitet von 1 schwarzen Doppeladler (citato in KHIF) |
|        | Bandini (Toscana) (DE) Unter grünem Schildhaupt, darin 1 goldener Doppeladler, in Silber 3 rote Schrägbalken (citato in KHIF) |
|        | Bandini (Toscana) (DE) In Rot 3 goldene Scheiben, 2:1 gestellt (citato in KHIF) |
|        | Bandini (Toscana) (DE) In Rot 3 silberne Ringe, 2:1 gestellt (citato in KHIF) |
|        | Bandini o Bandini di Guido (Toscana) (DE) In Silber 1 schwebender roter Sechsberg, von links bestiegen von 1 silbergezäumten schwarzen Schwein (citato in KHIF) |
|        | Bandini o Bandino (Sicilia) d'oro, alla banda d'azzurro, caricata da tre rose di rosso, accompagnata da due rose dello stesso, situate una in capo ed una in punta (citato in Mango) |
|        | Bandini (Sicilia) d'oro con una banda d'azzurro caricata da tre rose d'argento, accompagnata da due rose di rosso poste una in capo ed una in punta (citato in NBSC) Notizie storiche in Famiglie nobili di Sicilia. |
|        | Bandini (Roma) Bandato di argento e di rosso alla croce d'argento attraversante sul tutto (citato in Pietramellara, vol. I, pag. 61) alias (partito: nel 1º bandato d'argento e di rosso; col capo di rosso alla croce d'argento; nel 2º di rosso, alla torre torricellata di tre pezzi d'argento; col capo dell'impero) (Rust, Bandini (PDF).) |
|        | Bandini (Napoli) (d'argento, a tre bande di rosso) (citato in UNFE) Immagine nella Biblioteca Estense Universitaria (id. 3144). |
|        | Bandini di Bartolo (Toscana) d'argento, alla fascia di rosso (DE) In Silber 1 roter Balken (citato in KHIF) |
|        | Bandinucci (Firenze) Troncato: nel 1º d'azzurro, al monte di sei cime d'oro movente dalla partizione e accostato da due stelle a otto punte dello stesso; nel 2º sbarrato d'argento e d'azzurro (citato in ASFI) |
|        | Bandinus (Firenze) (la blasonatura non è stata ancora caricata) (citato in UNFE) Immagine nella Biblioteca Estense Universitaria (id. 7446). |
|        | Bandocci (Firenze) D'azzurro, al grifone d'oro (citato in ASFI) |
|        | Bandoli (Firenze) Di rosso, a tre rose d'argento, 2.1 (citato in ASFI) (DE) In Rot 3 silberne Rosen, 2:1 gestellt (citato in KHIF) |
|        | Bandoli o Bandoli Petrucci (Toscana) (DE) In Silber 1 rotes Kreuz, rechts oben und links unten bewinkelt von je 1 achtstrahligen blauen Stern (citato in KHIF) |
|        | Banducci (Firenze) Di..., a tre castelli turriti di un pezzo di..., 2.1 (citato in ASFI) |
|        | Banes (Francia) D'azzurro a 3 mezze lune addossate e male ordinate d'argento (citato in DAlena) |
|        | Bani (Volterra) Troncato: nel 1º d'argento, all'aquila dal volo abbassato al naturale (o di nero), coronata d'oro; nel 2º d'oro, a tre pali di nero, ciascuno caricato di un giglio del campo (citato in ASFI) |
|        | Bannanti (Toscana) (DE) In Blau 1 schräggelegtes schreitendes silbergezäumtes schwarzes Schwein, oben begleitet von 1 vierlätzigen roten Turnierkragen dieser zwischen den Lätzen begleitet von je 1 goldenen Lilie (citato in KHIF) |
|        | Banzi d'oro, alla croce lunga o del calvario vuota e trifogliata di rosso (citato in GUCA - pag. 216, in MONT - pag. 140) |
|        | Banzi (la blasonatura non è stata ancora caricata) (citato in UNFE) Immagine nella Biblioteca Estense Universitaria (id. 2672). |

### Bao
| Stemma | Casato e blasonatura |
| ------ | --- |
|        | Baocchi (Firenze) D'argento, all'aquila dal volo abbassato di rosso, armata e rostrata di nero (citato in ASFI) (DE) In Silber 1 schwarzbewehrter roter Adler (citato in KHIF) |
|        | Baoscich (Dalmazia, Croazia, Bosnia) (la blasonatura non è stata ancora caricata) (citato in UNFE) Immagine nella Biblioteca Estense Universitaria (id. 2330).                 |